# Torri del Benaco
Torri del Benaco (deutsch: „Die Türme des Benacus“) (lateinisch Castrum turrium ‚Burgturm‘) ist eine italienische Gemeinde mit 2905 Einwohnern (Stand 31. Dezember 2023) am Ostufer des Gardasees. Sie liegt an der Gardesana Orientale.

## Gemeindegliederung
Die Gemeinde gliedert sich in den Hauptort Torri del Benaco und in mehrere Ortsteile (Fraktionen), u. a.:
- Albisano
- Pai
- Crero
- Ca’ Tronconi

Lage der Gemeinde Torri del Benaco in der Provinz Verona.
Lage der Provinz Verona in Venetien.

Torri del Benaco grenzt auf der Ostseite des Sees direkt an folgende Gemeinden: Brenzone, Costermano, San Zeno di Montagna und Garda, auf der Westseite grenzt Torri (über Wassergrenzen) an Gardone Riviera, Gargnano, Salò, San Felice del Benaco und Toscolano Maderno. Die Partnergemeinde von Torri del Benaco ist die spanische Ortschaft Cadaqués.

## Geschichte

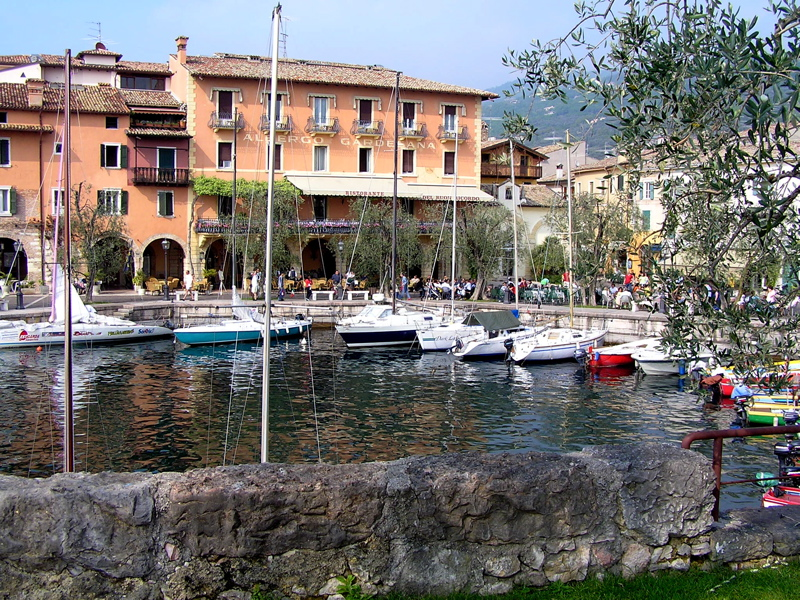
Hafen von Torri del Benaco mit dem Gebäude, in dem sich früher der Rat der Gardesana dell’Acqua versammelte (im unten stehenden Architektur-Modell: E)

Eine erste Besiedlung für diese Gegend ist seit der Kupfersteinzeit durch Pfahlbauten belegt, aus der Bronzezeit sind zahlreiche Funde von Felszeichnungen erhalten.
Gegen Ende des 1. Jahrhunderts v. Chr. wurde Torri (damals „Tulles“) Teil des Römischen Reiches. Das wird durch Ausgrabungsfunde von Münzen aus der Kaiserzeit und vielen noch existierenden Ortsteilnamen wie Le Sorti (Sortes) und Il Salto (Saltus) bestätigt. Nach dessen Zerfall breiteten sich verschiedene germanische Völker an den Ufern des „Benacus“ aus, wie der Gardasee zu dieser Zeit hieß. Auf der „Veroneser Seite“ (also Ostseite) und an den Hängen des Monte Baldo ließen sich ab dem 6. Jahrhundert verschiedene Gruppen von Goten und Langobarden nieder. Gegen Ende des 9. Jahrhunderts fielen die Franken in dieses Gebiet ein.
In der Zeit der langobardischen Herrschaft wurde das Gebiet Teil des Hofes des Klosters San Colombano del Priorato di Bardolino und damit der Abtei San Colombano di Bobbio unterstellt. Die Mönche evangelisierten das Gebiet, indem sie die Ausweitung des Handels, der Landwirtschaft (insbesondere des Wein- und Olivenanbaus), der Fischerei und der kulturellen Entwicklung vorantrieben, wichtige Neuerungen einführten und Handelswege eröffneten.
Wegen des Einfalls der Ungarn zu Beginn des 10. Jahrhunderts ließ der italienische König Berengario I. 905 eine Stadtmauer sowie einen Turm (Torre di Berengario) errichten, von dem am Kirchplatz noch Überreste zu sehen sind.
Im 12. Jahrhundert durchzogen die Truppen des Kaisers Friedrich I., genannt „Barbarossa“, das Gebiet des östlichen Gardaseeufers. Die Kirche San Giovanni in der Nähe des alten Friedhofs und die kleine „Dreifaltigkeitskirche“ am Hafen stammen aus dieser Zeit.
Mit der beginnenden Herrschaft der Scaligeri aus Verona wurden die Verteidigungsanlagen um den Hafen in Torri verstärkt. Mit einem befestigten Dock und der von Antonio Della Scala erbauten Burg auf den Ruinen eines bereits bestehenden Bauwerks wurde eine der wichtigsten Schutzburgen am gesamten Gardasee geschaffen.
Im 15. Jahrhundert erhielt Torri del Benaco eine besondere Bedeutung: Die Gemeinde wurde vom Dogen von Venedig zum Hauptsitz der Gardesana dell’Acqua ernannt. Das war ein Zusammenschluss von zehn Gemeinden zur eigenständigen Verwaltung und zur Unterbindung des Schmuggels zum Westufer des Sees. Der Rat der Gardesana dell’Acqua tagte in einem Flügel des Gebäudes, in dem sich heute das Hotel Gardesana befindet, und wurde vom „Capitano del Lago“ geleitet. Giovanni dei Menaroli (1380) war einer der Torresani, die dieses hohe Amt bekleideten.
Im 16. und 17. Jahrhundert wurde die Gegend um Torri del Benaco von mehreren verheerenden Ausbrüchen der Pest heimgesucht, die die Bevölkerung von Torri beinahe halbierten. Als Gegenmaßnahme wurden die Pestopfer in der Nähe der Kirche San Giovanni und im an die Kirche San Faustino angeschlossenen Kloster isoliert. Eine interessante Darstellung von Torri del Benaco aus dieser Zeit findet sich in einem Fresko in der Kirche Sant’Antonio: Die von mittelalterlichen Mauern umgebene Stadt ist mit der Scaliger-Burg im Süden und der Pfarrkirche abgebildet.
Das traditionelle Patronatsfest am 26. Mai zu Ehren von San Filippo Neri ist eng mit der Geschichte von Torri verbunden. Dieses Fest erinnert an den Schutzheiligen der Stadt, der Torri während einer der Pestausbrüche erreichte und angeblich Wundertaten vollbrachte.
1797 besetzten Truppen Napoleons während seines Italienfeldzugs Torri und Umgebung. Es gab mehrere Zusammenstöße zwischen den Franzosen und Österreichern. Auf dem See, vor Pai, schlug eine österreichische Flottille die Franzosen in die Flucht. Nach den Überfällen der napoleonischen Truppen war das Gebiet um Torri del Benaco von Hungersnot, verstärkt durch eine außergewöhnliche Kälteperiode, Dürre und Krankheiten betroffen.
Im 19. Jahrhundert bestimmten zeitweise die Ereignisse rund um die italienischen Unabhängigkeitskriege, die sich durch Giuseppe Garibaldis Unternehmungen stark auf das Gebiet des südlichen Gardasees auswirkten, die Geschichte des Ortes. 1866 wurde Torri ebenfalls Teil des Königreichs Italien.
Sowohl im Ersten als auch im Zweiten Weltkrieg blieb Torri del Benaco von direkten Kampfhandlungen weitestgehend verschont, lediglich in der Schlussphase des Zweiten Weltkriegs (1945) zogen amerikanische Verbände am Ostufer nach Norden und durchquerten den Ort.
Ab der zweiten Hälfte der 1950er-Jahre brachte der beginnende Tourismus dem bis dahin hauptsächlich auf Fischfang und Olivenanbau konzentrierten Ort einen Aufschwung mit zunehmendem Wohlstand und Änderungen in der Infrastruktur.
Seit 2006 ist der spanische Ort Cadaqués Partnergemeinde von Torri.
Benaco ist ein anderer Name für den Gardasee, Betonung italienisch Benȧco, venetisch Bėnaco.
Die Wasserknappheit des Gardasees (aufgrund der ausbleibenden Regenfälle und der Ableitung von Wasser über den Mincio in Richtung Po) zeigte sich während der Dürre und Hitze in Europa im August 2022 deutlich. Selbst auf dem in der Galerie links platzierten Bild (2021) ist der Pegel relativ niedrig. In günstigen Jahren liegt der Wasserspiegel an der Promenadenwand (durch die unterschiedliche Hell-/Dunkelfärbung erkennbar).
Bei einem Norovirus-Ausbruch 2024 wurden rund um Torri über 900 Fälle von Magen-Darm-Erkrankungen registriert und mehr als 300 Menschen mit entsprechenden Symptomen in umliegende Krankenhäuser eingeliefert.

## Galerie

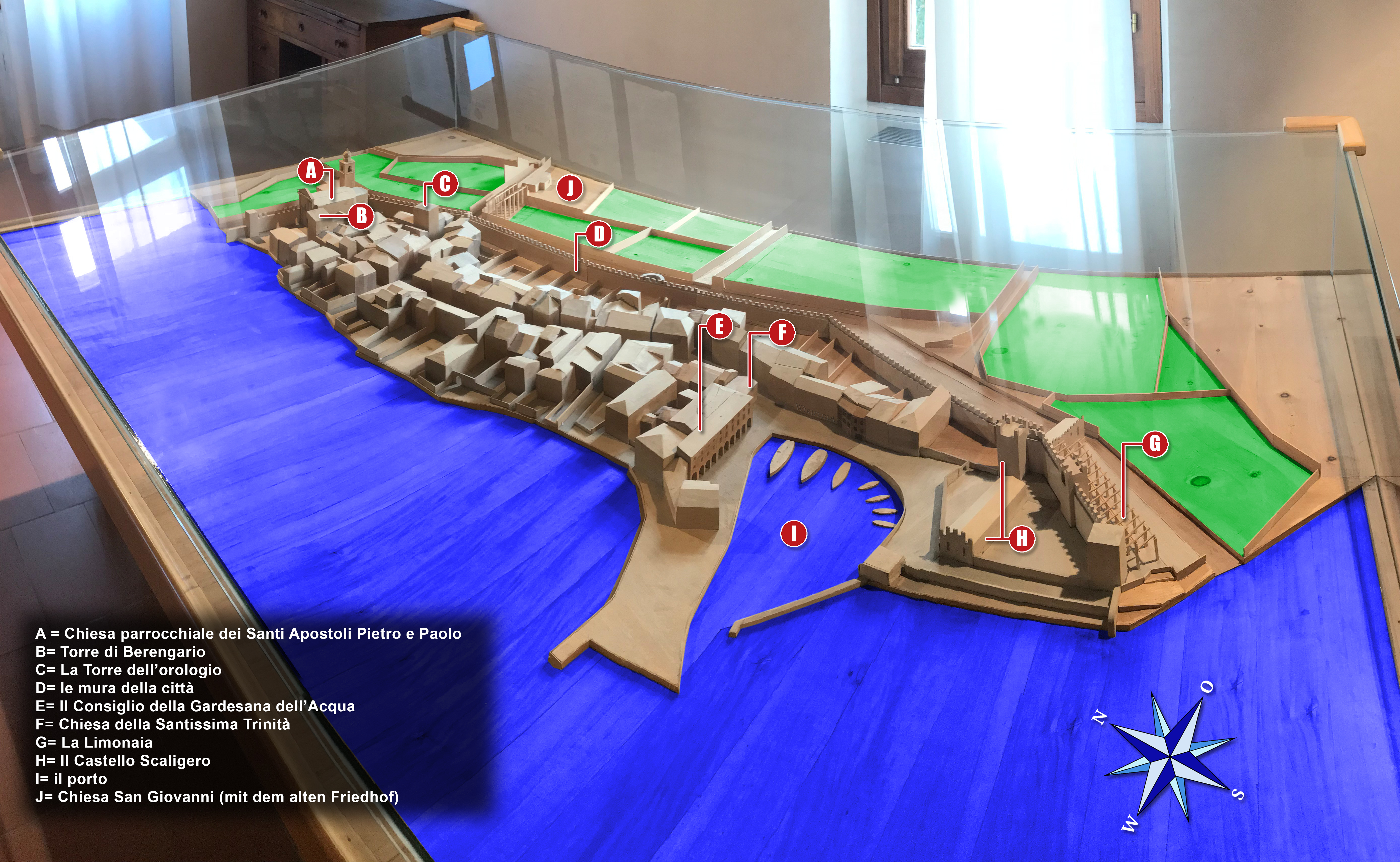
Digital überarbeitetes (Beschriftung u. Kolorierung) Architektur-Modell von Torri del Benaco um 1900 von der Seeseite aus gesehen. Rechts die Limonaia, die Scaligerburg und der Hafen, am linken Rand die Kirche Pietro e Paolo. Im Hintergrund die damals noch vollständige Stadtmauer.

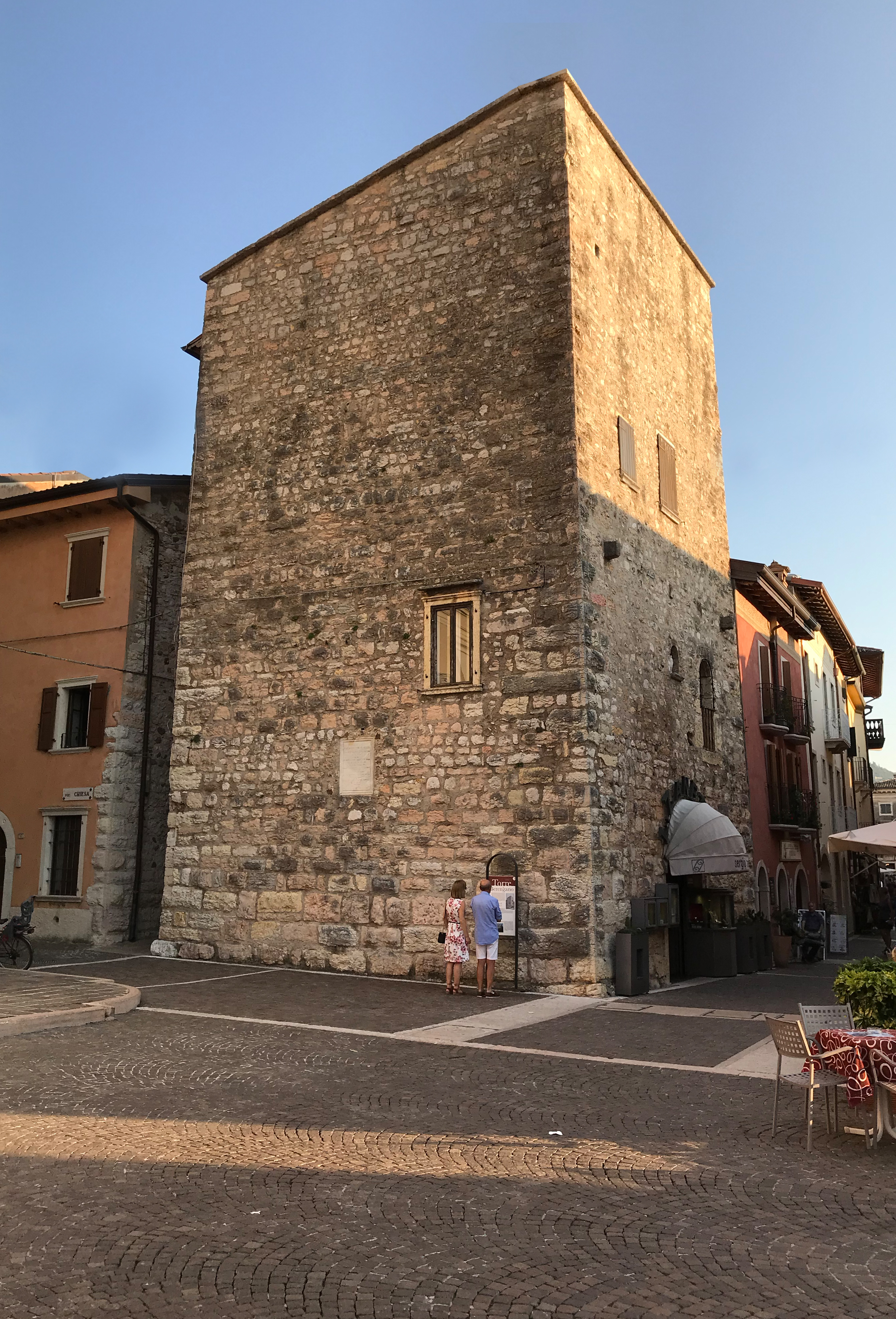
Reste des Wehrturm „Torre di Berengario“ (B) am heutigen „Kirchplatz“ (Piazza della Chiesa)
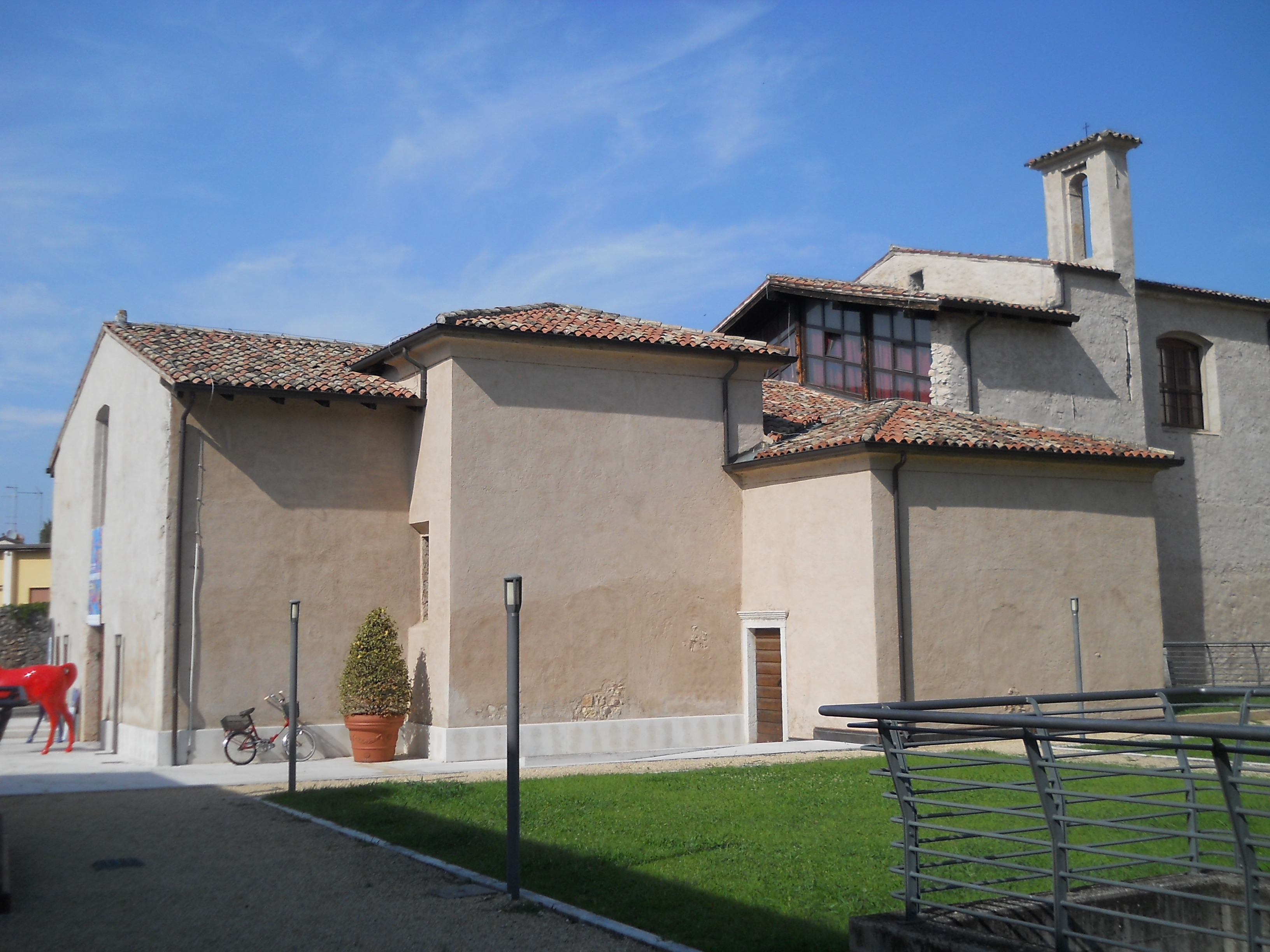
Die „Chiesa San Giovanni“ (J) aus dem XII. Jahrhundert
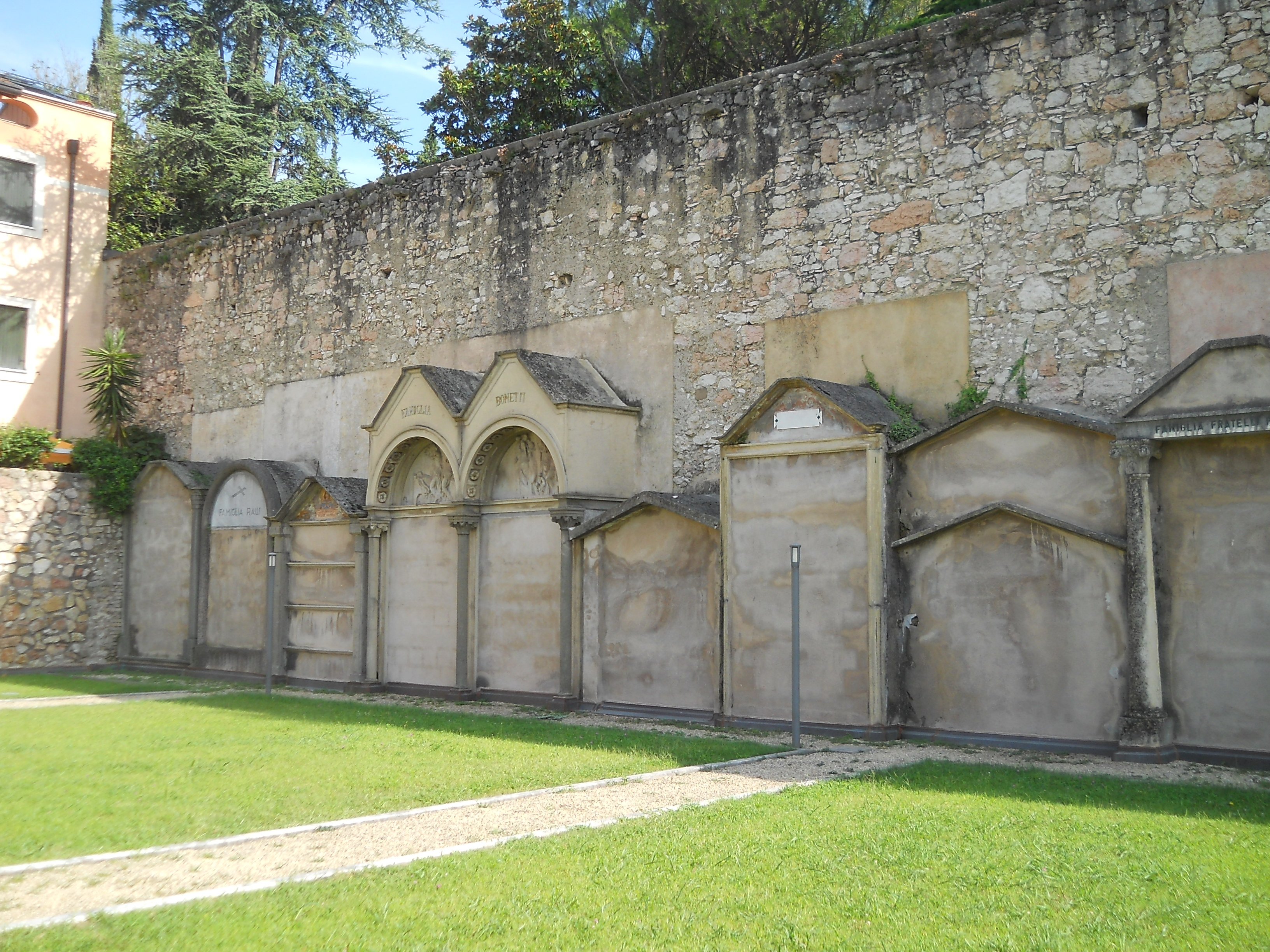
Der alte Friedhof neben „San Giovanni“
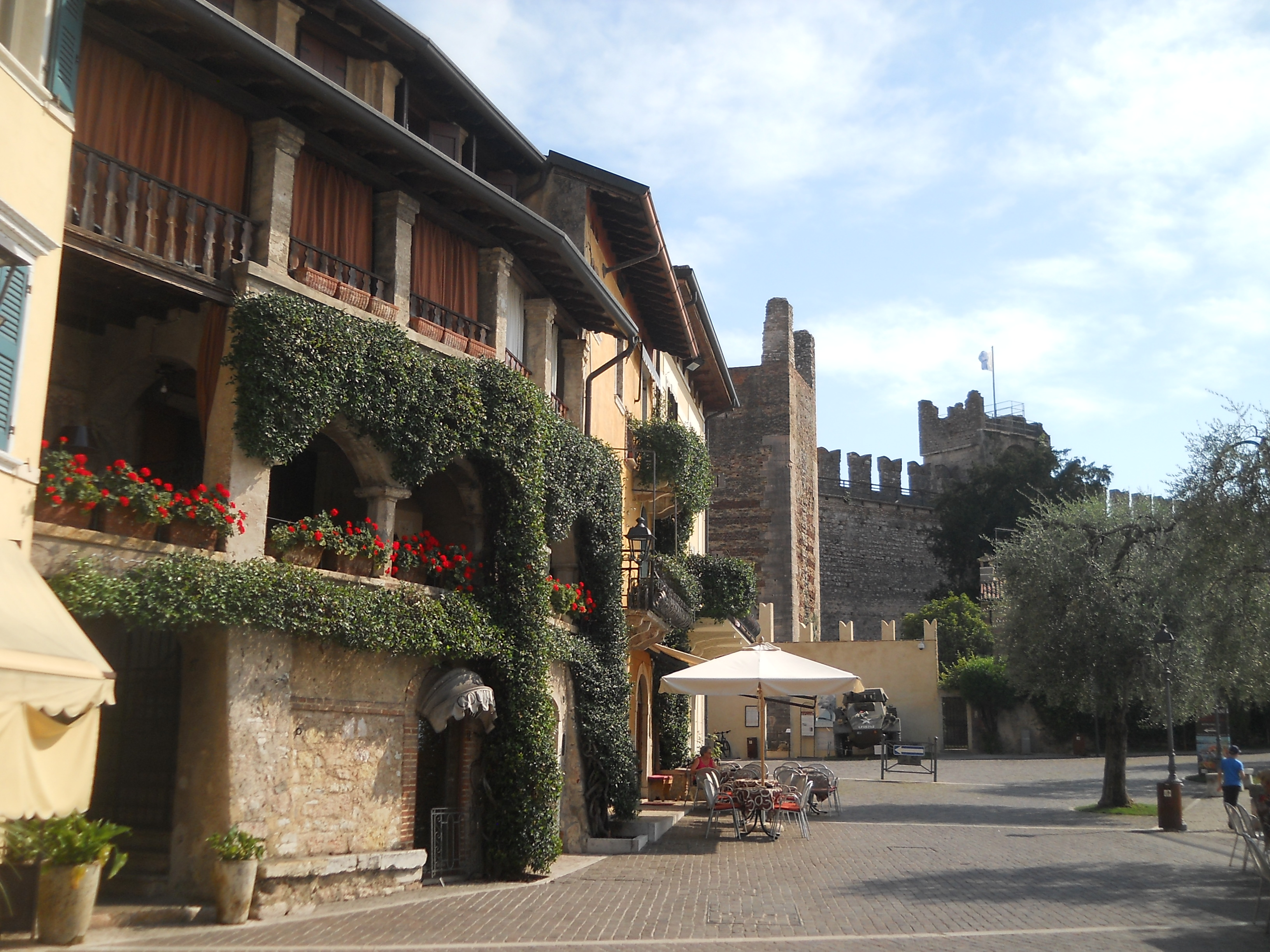
Die „Piazza Calderini“ im historische Dorfkern am Hafen (I)
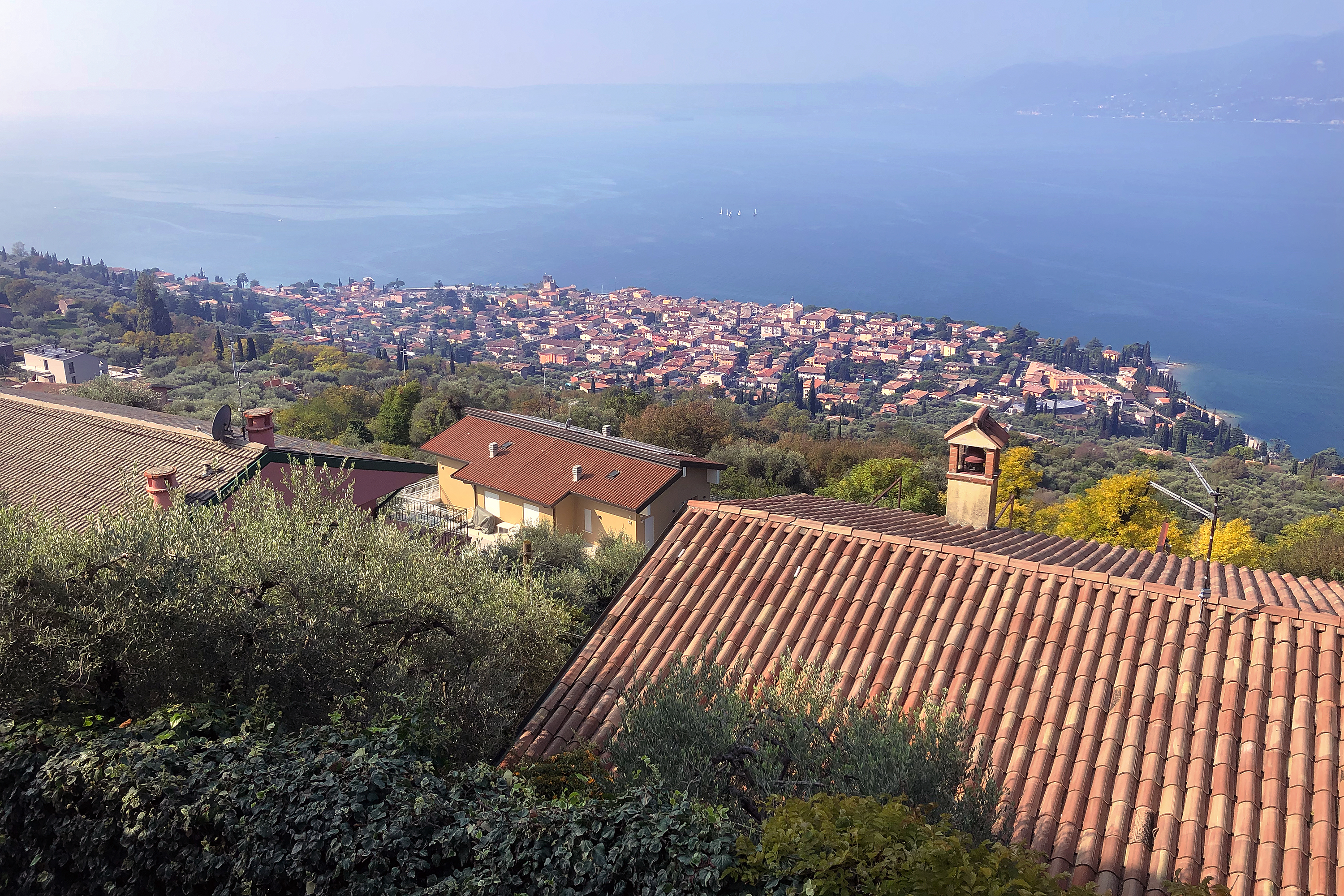
Panoramablick über Torri del Benaco, von Albisano aus gesehen
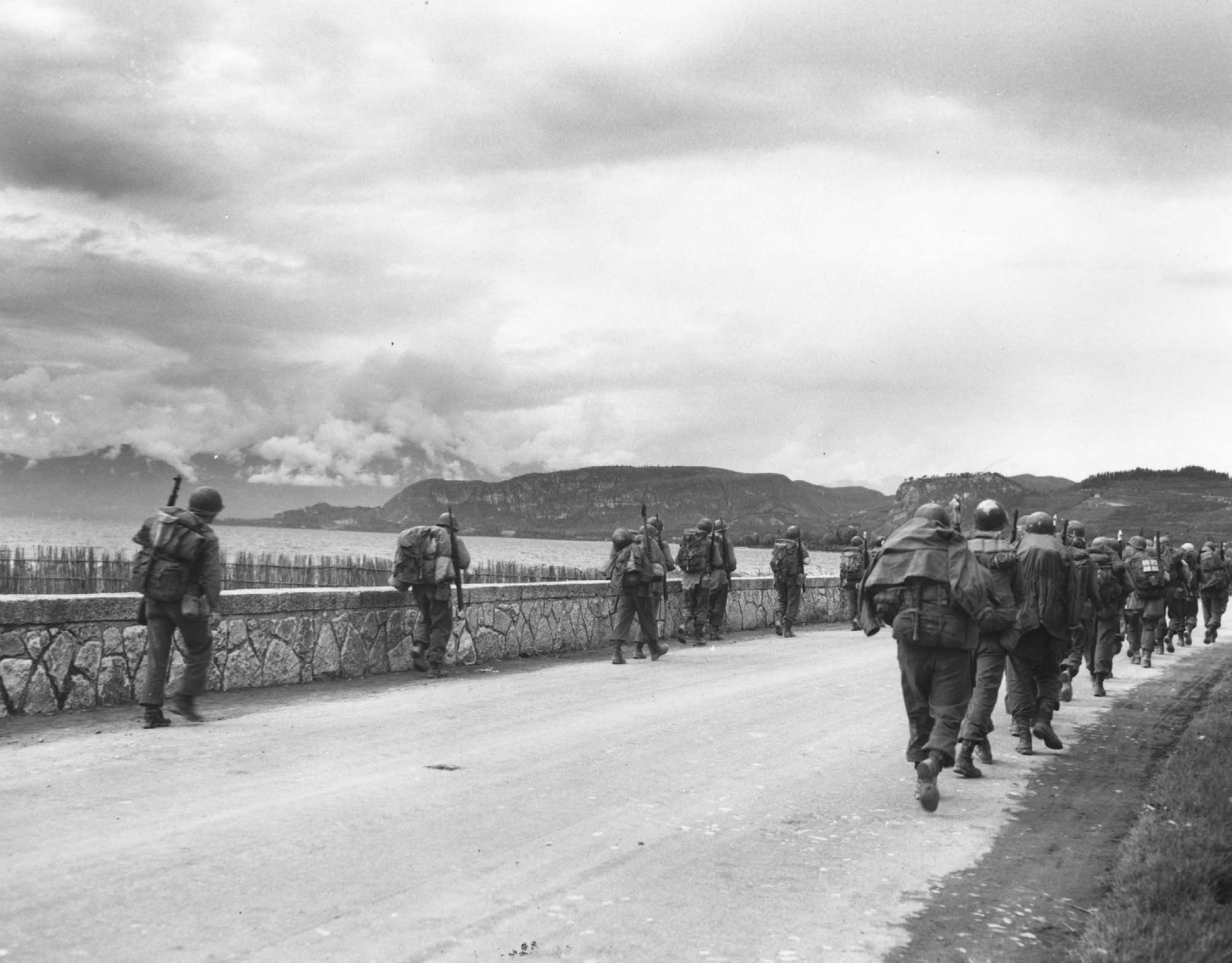
Soldaten der 10th Mountain Division auf dem Weg nach Norden
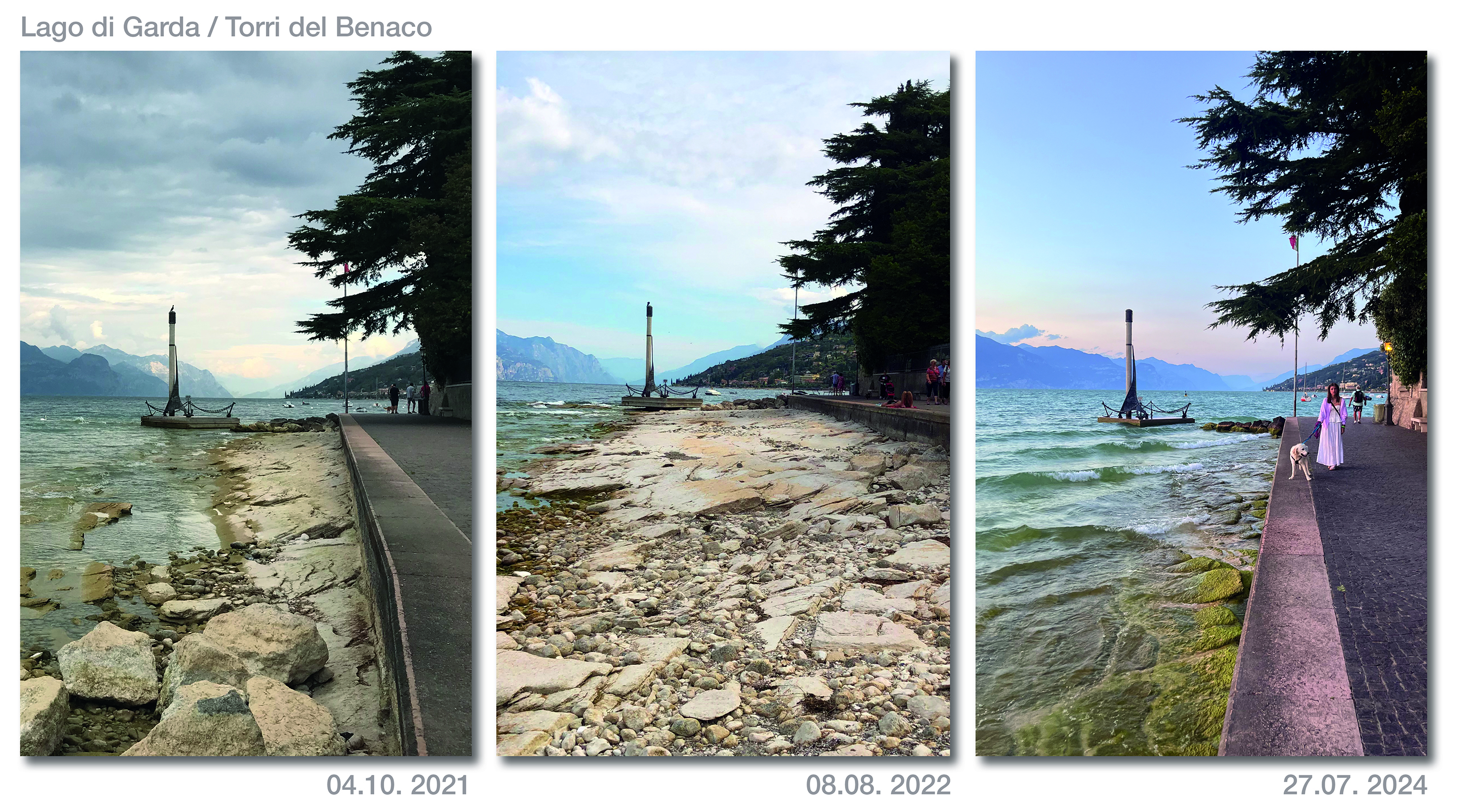
Unterschiedliche Pegelstände am „Lungo Lago“ von Torri del Benaco

## Sehenswürdigkeiten

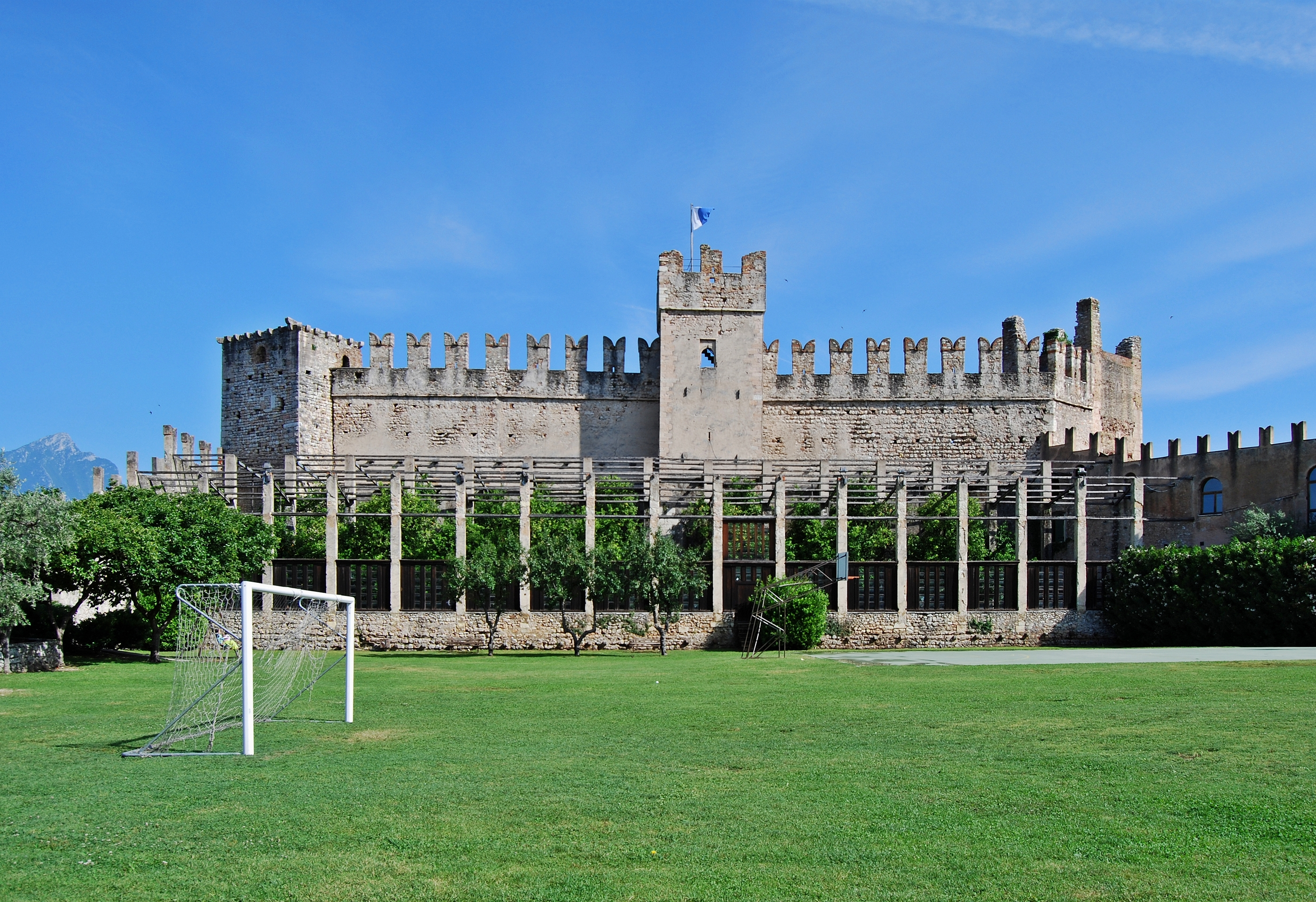
Scaligerburg (im oben stehenden Architektur-Modell: H)

### Il Castello Scaligero
In Torri del Benaco gibt es eine Scaligerburg ⊙, die im Jahr 1383 zum Schutz des kleinen Hafens von Antonio della Scala (1381–1387) gebaut wurde. Heute beherbergt die Burg ein Heimatkundemuseum mit Exponaten zur Fischereigeschichte, zum historischen Bootsbau (Kalfatern) und zum Olivenanbau der Gegend. Im Jahr 1760 riss man die zweite Ringmauer nieder, um einer „Limonaia“ Platz zu machen, die über den Winter abgedeckt und beheizt werden konnte. Das Gewächshaus ist dem Museum angeschlossen und kann von dort aus besichtigt werden. Graf Carlo Bettoni-Cazzago, dessen Villa in Bogliaco besichtigt werden kann, widmete sich der Zitronenzucht am Gardasee. Damit die Südfrüchte den Winter überstehen konnten, entwickelte er Ende des 18. Jahrhunderts die Zitronengewächshäuser. Dazu trieb er zehn Meter hohe Pfosten in die Erde und umgab sie an drei Seiten mit Holz. Dadurch konnten erfolgreich Zitronen angebaut werden, die sehr widerstandsfähig waren. Im extrem kalten Winter 1928/1929 erfroren aber praktisch alle Kulturen rund um den Gardasee, da das italienische Militär das Holz der „Limonaien“ am Ende des Ersten Weltkriegs zum Bau von Kasernen beschlagnahmt hatte.

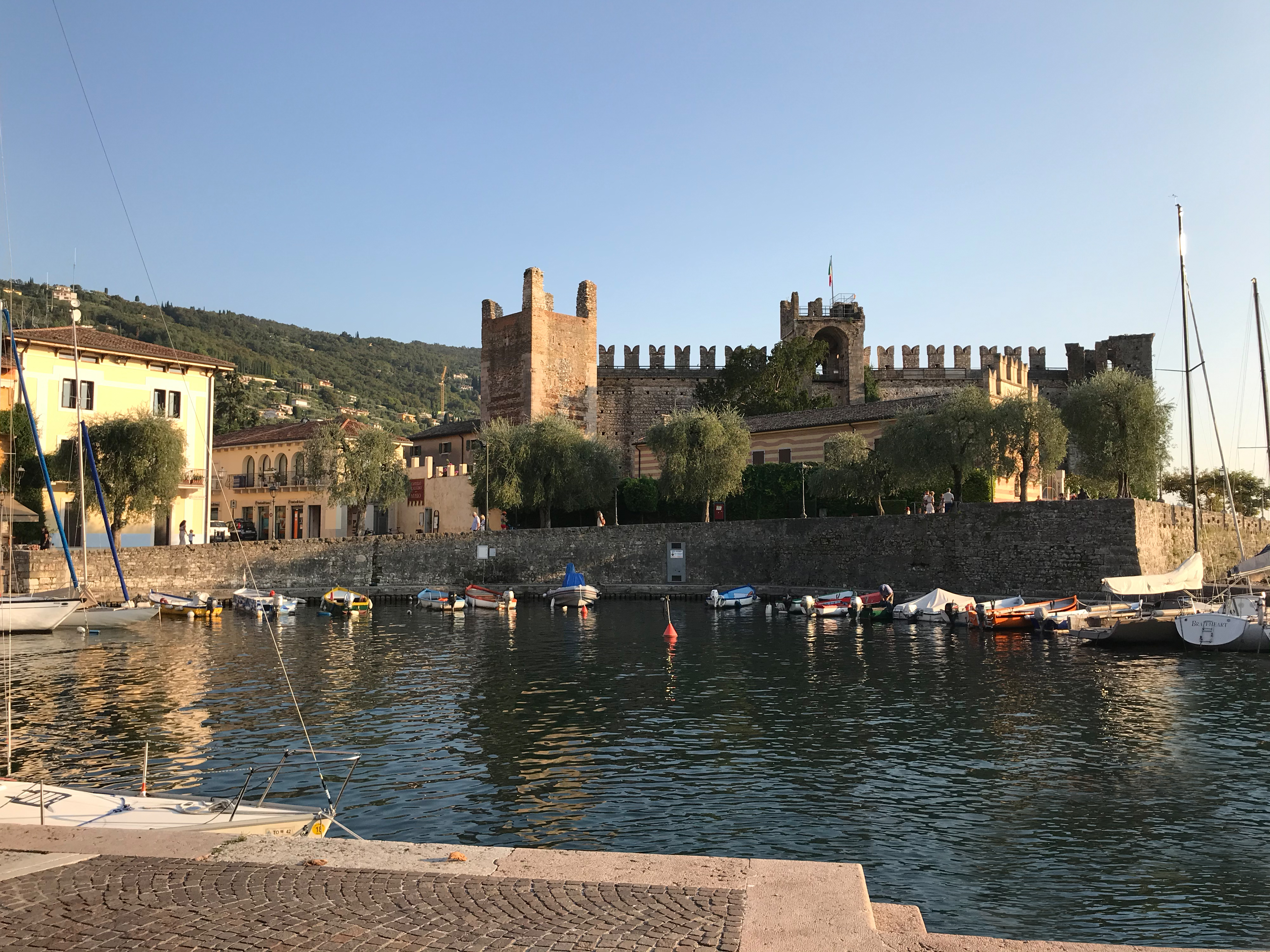
Das „Castello Scaligero“ in Torri del Benaco vom Hafen aus gesehen.
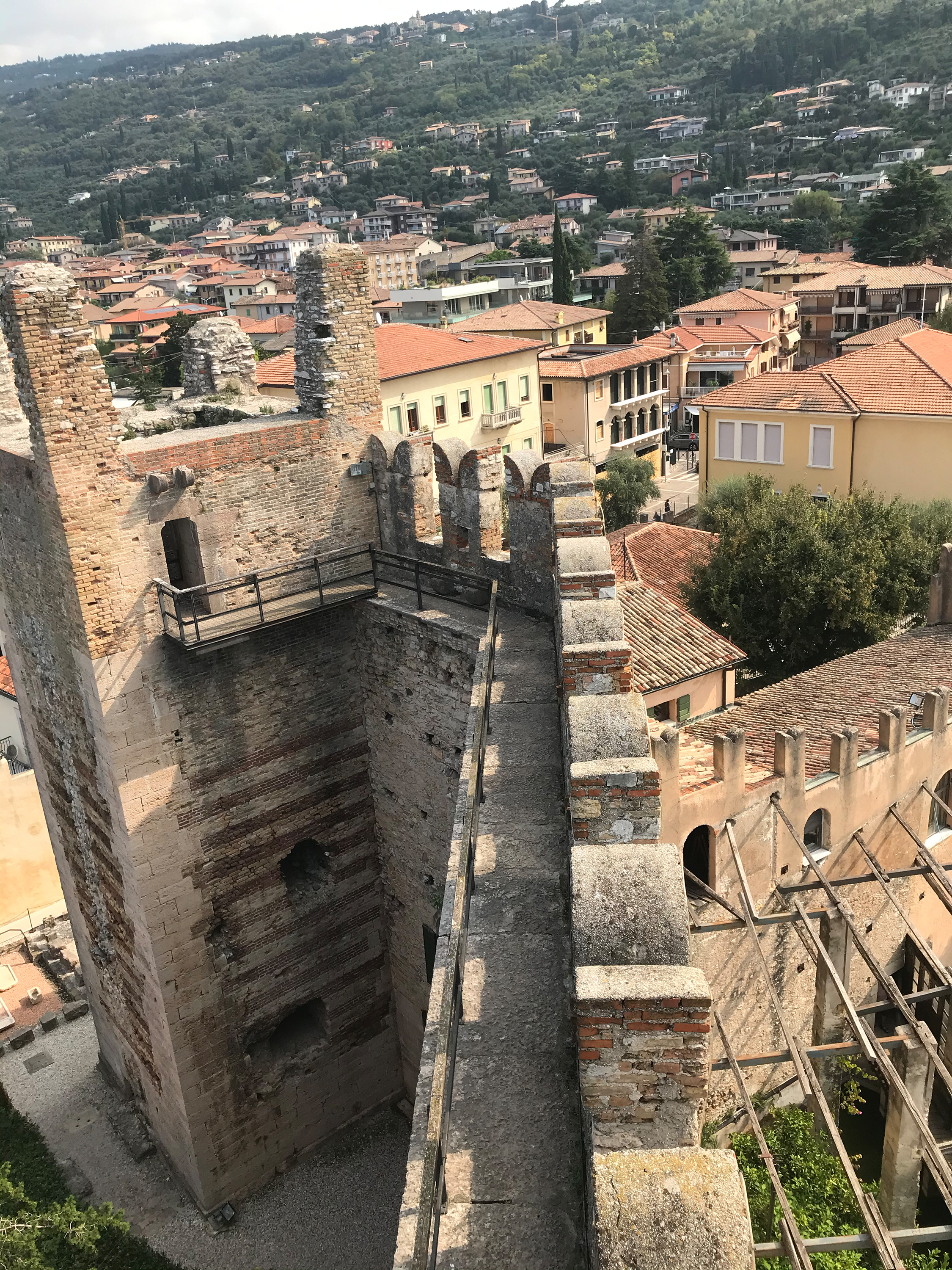
Der Wehrgang mit dem Turm zur Hafenseite (Richtung Nord). Rechts unten ist die „Limonaia“ zu sehen.
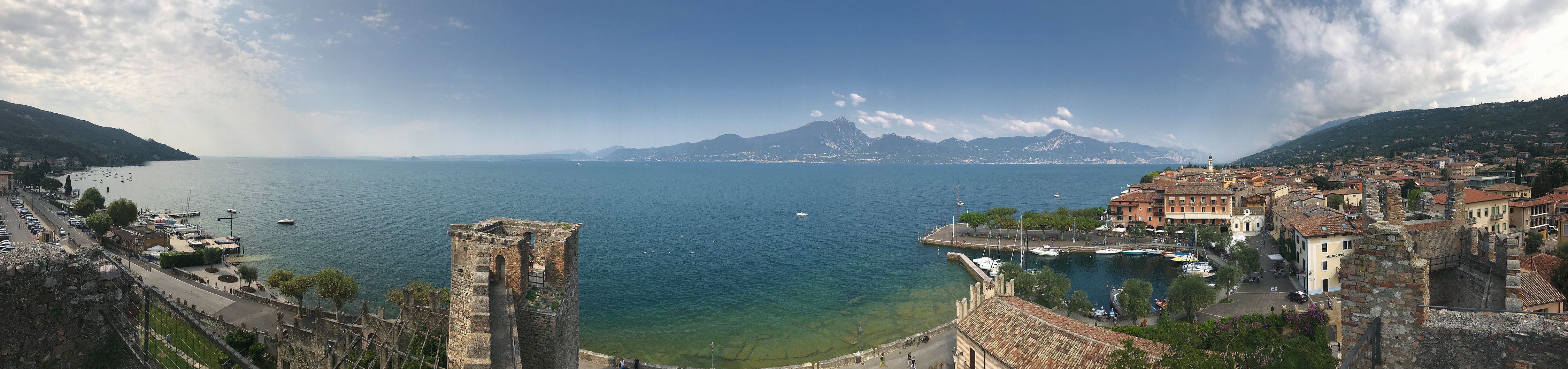
Panoramablick vom Hauptturm. Von diesem höchsten Aussichtsposten der Burg konnten mögliche Angreifer sowohl von Land- als auch von Seeseite frühzeitig erkannt werden.
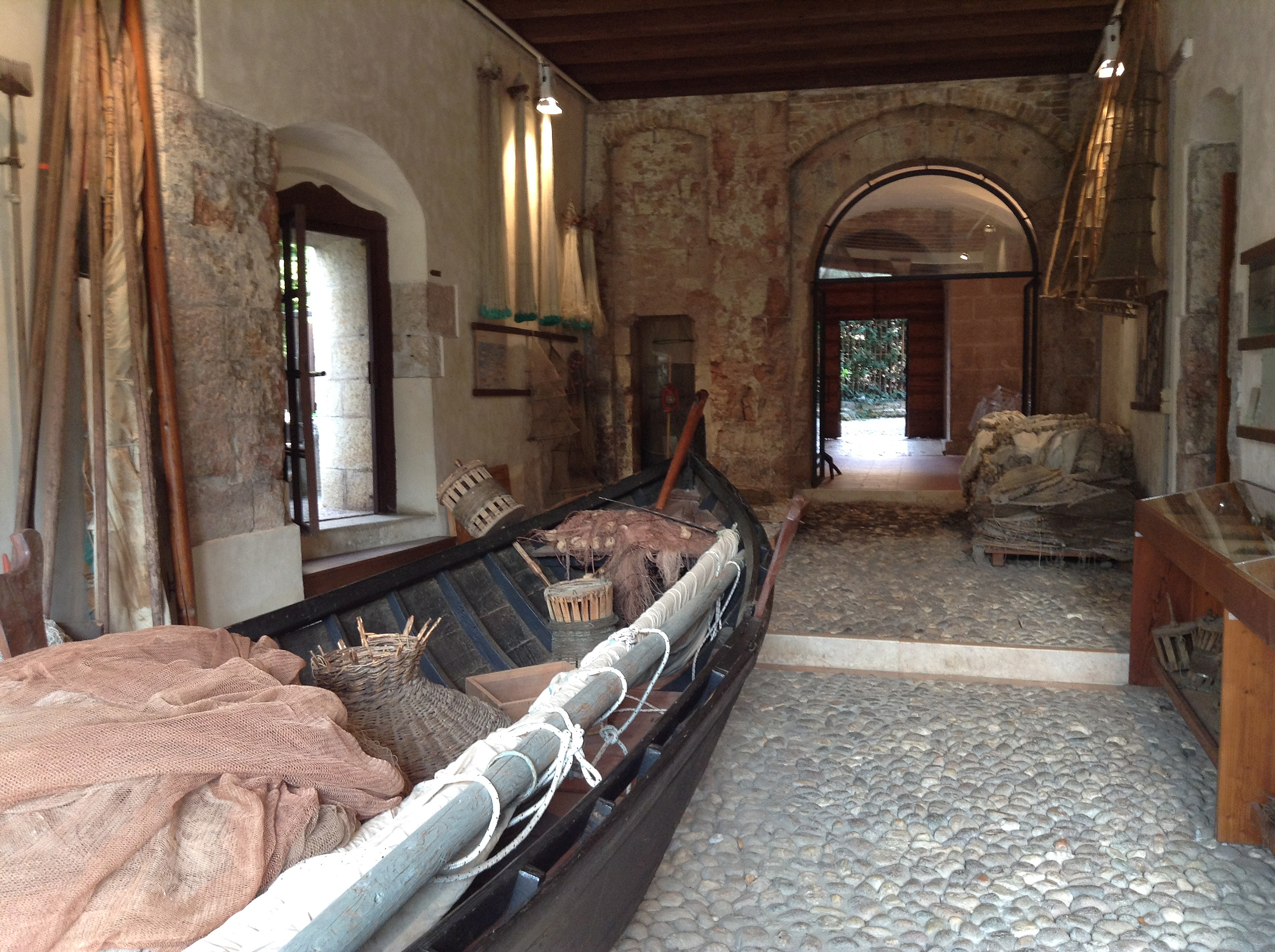
Die Burg beherbergt heute ein Heimatmuseum, hier eine Ansicht des „Sala della Pesca“ (Fischereisaal)
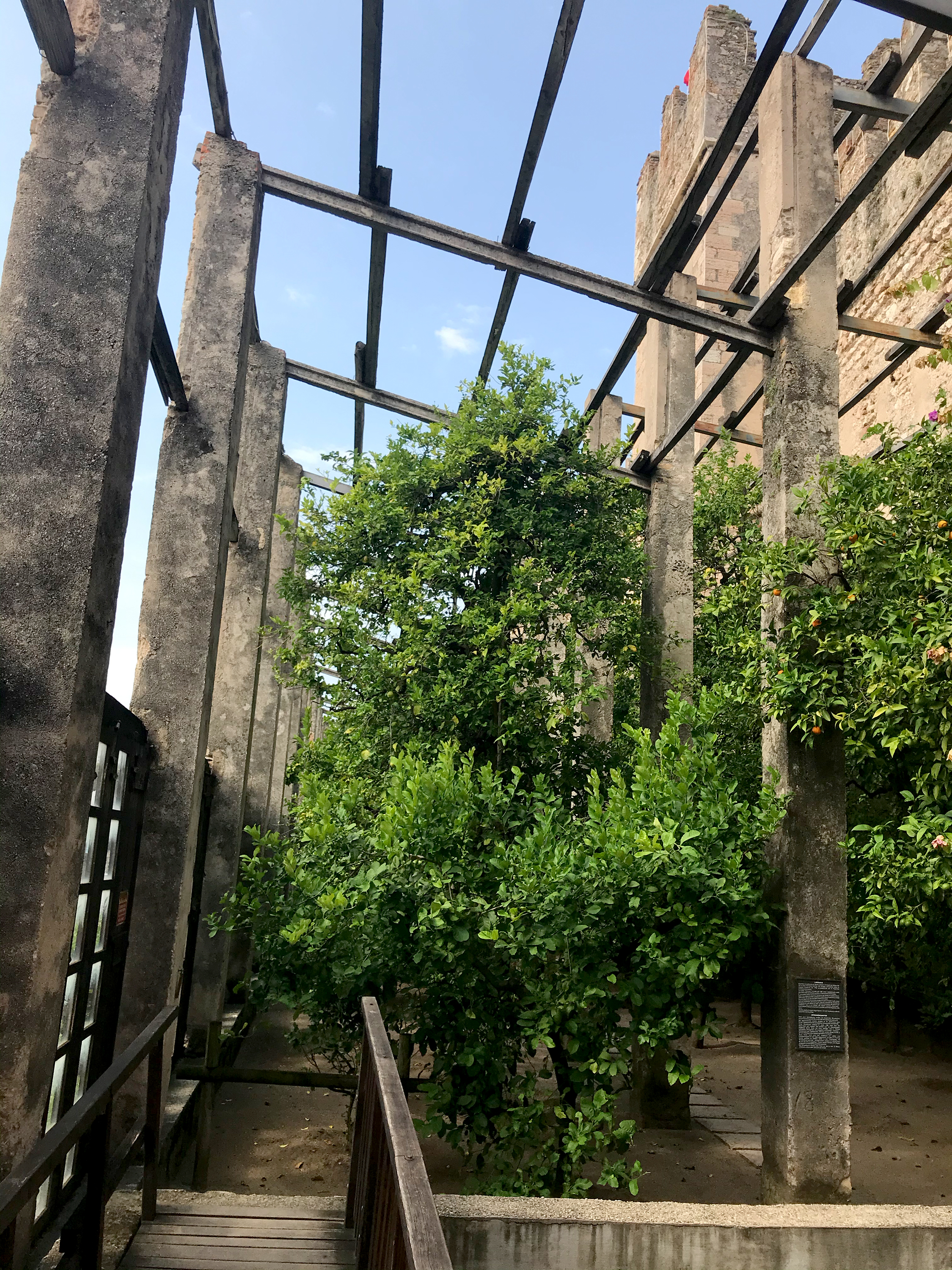
Die Limonaia (G) mit den Gestellen, auf denen die aus Holz und Glas bestehenden Paneele zur Temperaturregelung abgelegt wurden

### La Torre dell’orologio
Der auch als „Torre del Comune“ (Rathaus- oder Gemeindeturm) bezeichnete „Torre dell’orologio“ (Uhrenturm) geht in seiner ersten Baustufe auf die Zeit der Scaliger-Herrschaft (13. bis 14. Jahrhundert) zurück. Ursprünglich war das Bauwerk als Wachturm für militärische Zwecke entworfen, wie die Zinnen der ersten Baustufe belegen. 1551/52 fand ein erster größerer Umbau des Turmes statt, der mit der Entfernung der Zinnen und dem Bau eines Glockenstuhls eine Wandlung vom militärischen zum zivil genutzten Bauwerk markierte und ihn für lange Zeit zu einem zentralen Punkt des politischen, wirtschaftlichen und sozialen Lebens von Torri machte.
Im Turmsaal versammelten sich, durch die Glocke zusammengerufen, das „Consiglio dei Ventiquattri“ (der Rat der 24), ein Konzil der Anführer der 24 einflussreichsten Familien der Stadt, und der kleinere „Consiglio dei Sei“ (Rat der Sechs), ein Gremium von gewählten Bürgern (Handwerkern). Der Raum im Erdgeschoss diente als Lager für die durch Abgabe des sogenannten Zehnten eingenommenen Naturalien, die in speziellen Behältern aufbewahrt wurden. Dieser Raum blieb trotz wiederkehrender Problemen mit Feuchtigkeit und Rattenbefall bis 1923 unverändert.
Die Uhr, die 1561 angebracht wurde, war eine der ersten in dieser Region. Es war eine Sonnenuhr mit „italienischer Berechnung“, die den Tag in 24 Stunden von gleicher Länge (sogenannte äquinoktiale Stunden)  unterteilte.  Zu dieser Zeit wurde eine öffentliche Uhr, die der Bevölkerung einen gleichen „Zeitrahmen“ bot, als äußerst nützlich und prestigefördernd gegenüber den umliegenden Gemeinden betrachtet; denn sobald sie Teil des Alltagslebens der Bewohner wurde, revolutionierte sie die Organisation des Tages. Bemerkenswert ist der doppelte Zahlenkranz – sowohl römisch als auch arabisch – der diese Uhr charakterisiert.

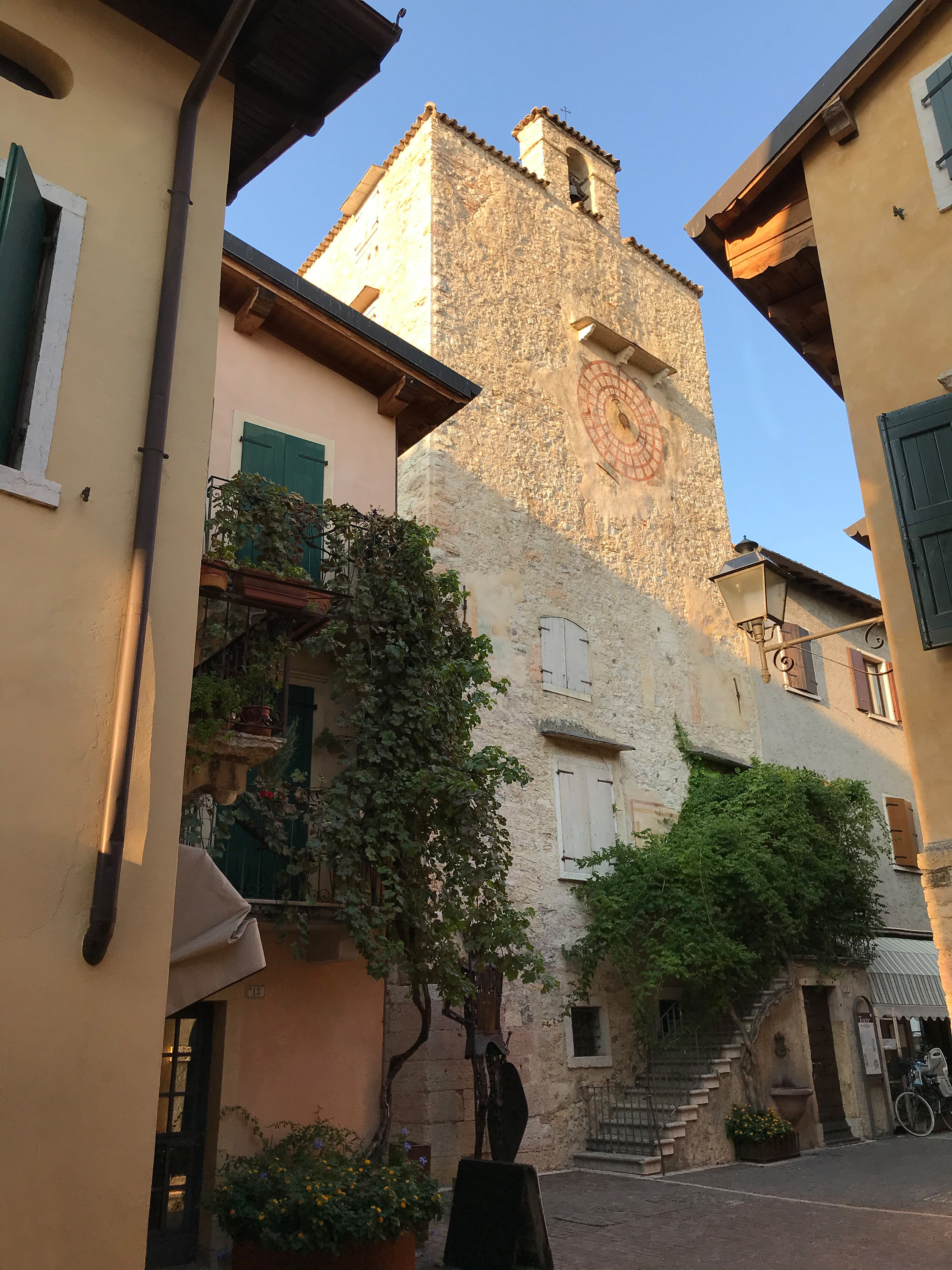
Der Wach- und Uhrenturm „Torre dell’orologio“ in Torri del Benaco (im oben stehenden Architektur-Modell: C)
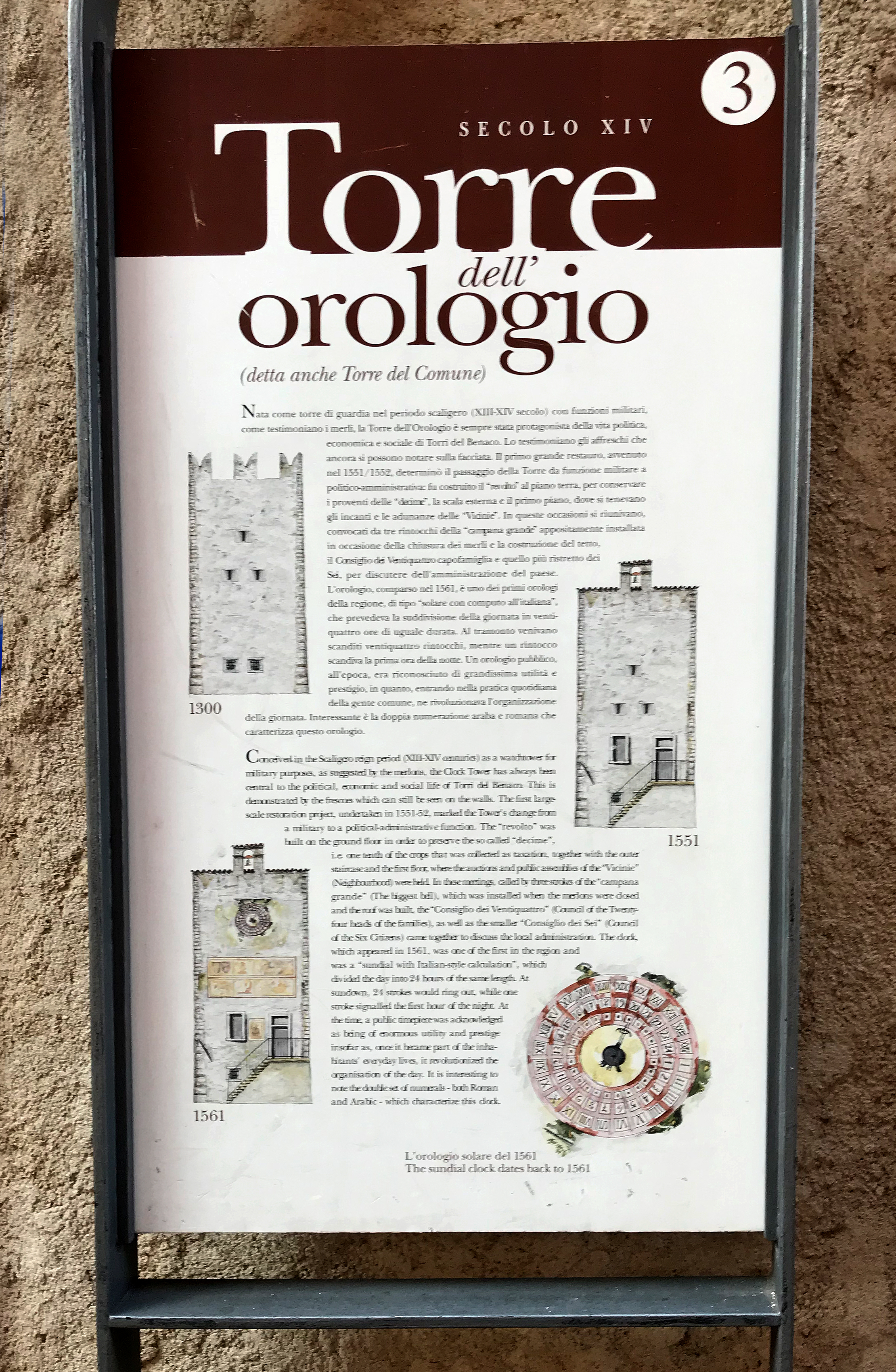
Informationstafel neben dem Turm, die Illustrationen der früheren Baustufen zeigt

### Chiesa parrocchiale dei Santi Apostoli Pietro e Paolo
Die Barock-Kirche „dei Santi Apostoli Pietro e Paolo“ (Pfarrkirche der Heiligen Apostel Petrus und Paulus) ⊙ wurde im frühen 18. Jahrhundert auf den Ruinen einer romanischen Kirche, die 1719 zerstört wurde, vom Architekten Antonio Spazzi erbaut. Sie enthält neben mehreren prächtigen Altären (der Hochaltar wurde von 1702 von Tomio Temezzolli gefertigt) auch eine wertvolle Orgel, die der „Veronesischen-/Gardenesischen Schule“ zugeordnet wird, außerdem spielt ein Glockenspiel in der Kirche täglich um 7 und 19 Uhr.

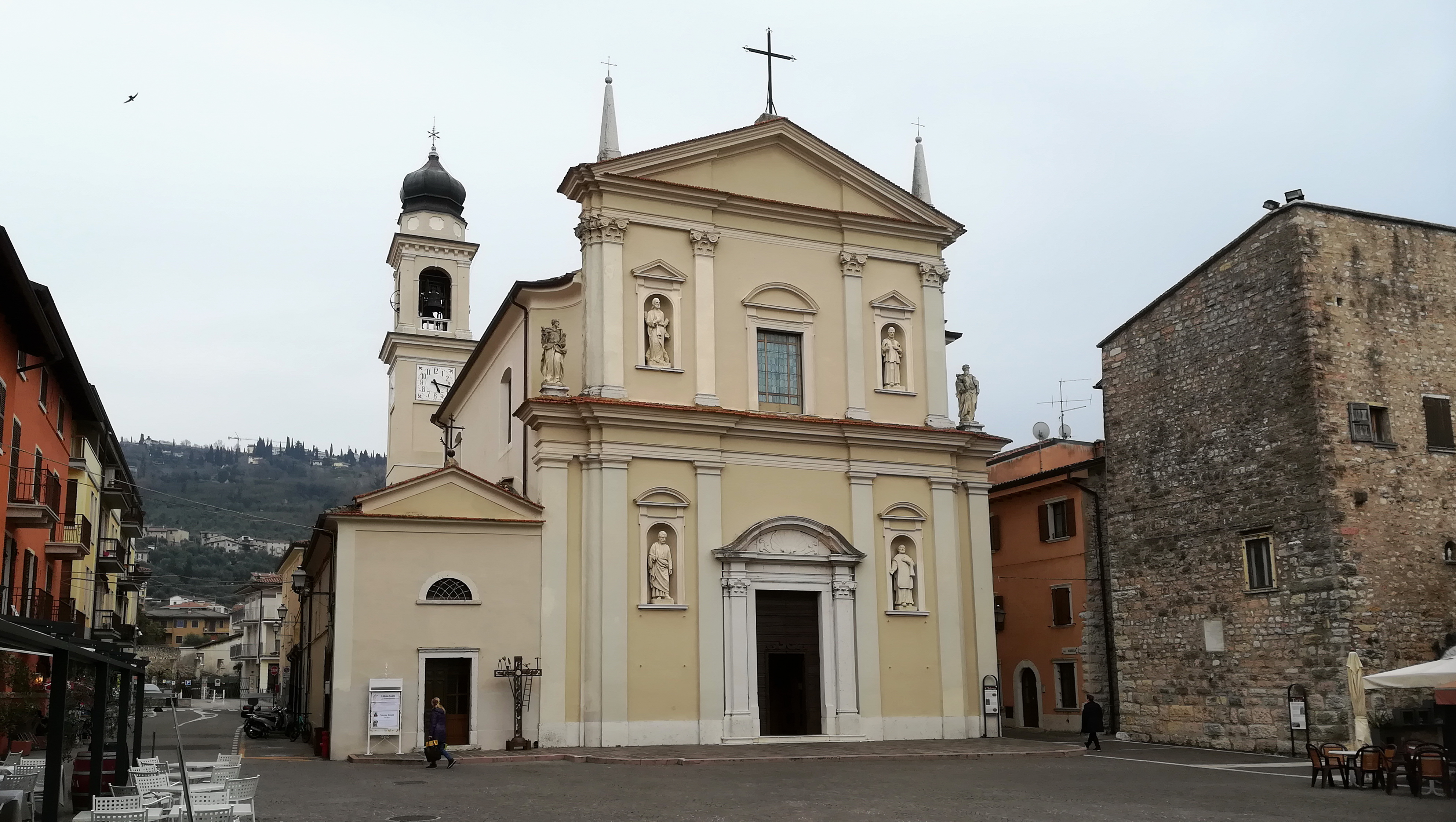
Die Kirche „dei Santi Apostoli Pietro e Paolo“ (im oben stehenden Architektur-Modell: A)
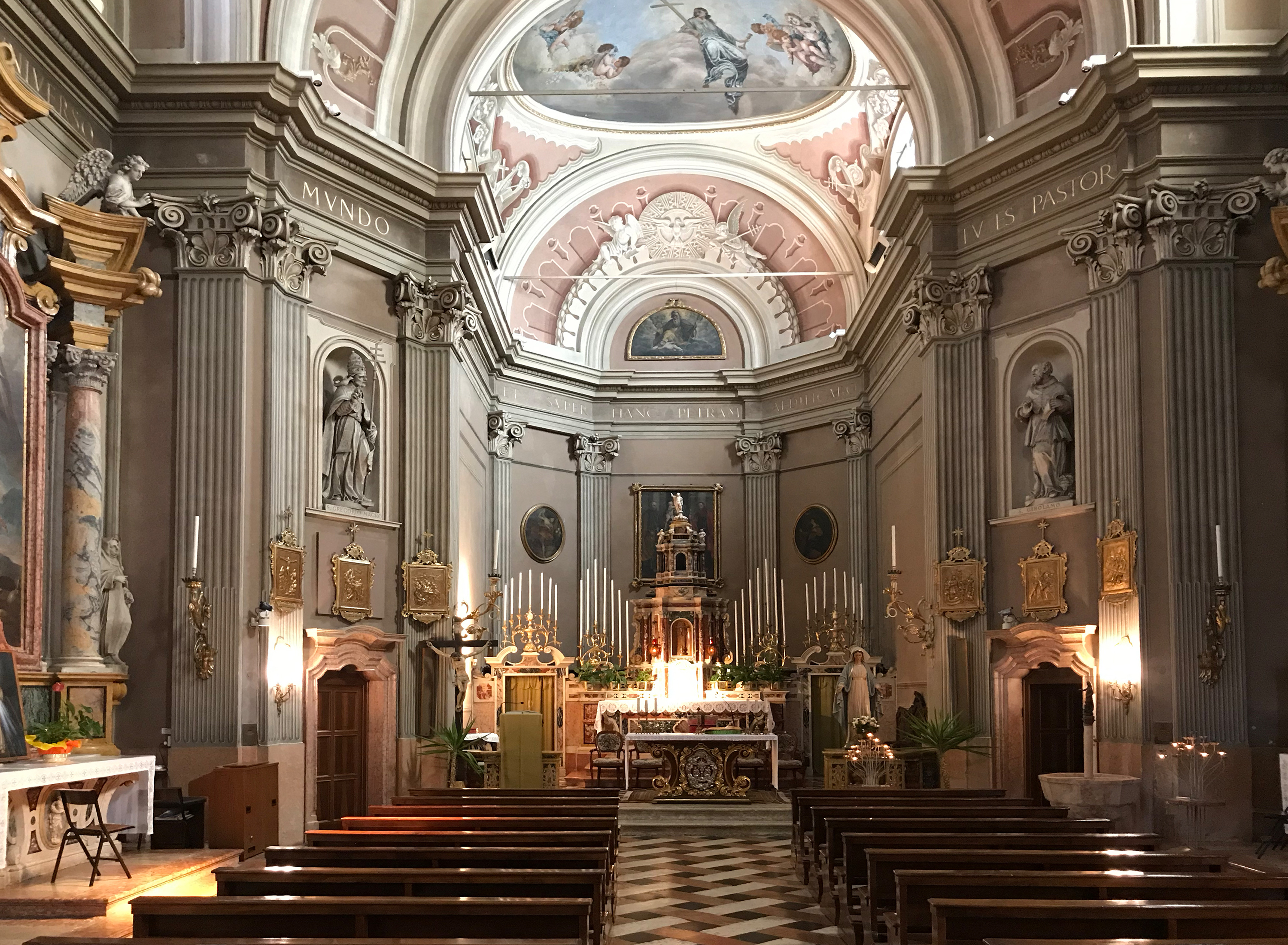
Innenraum mit dem Hochaltar
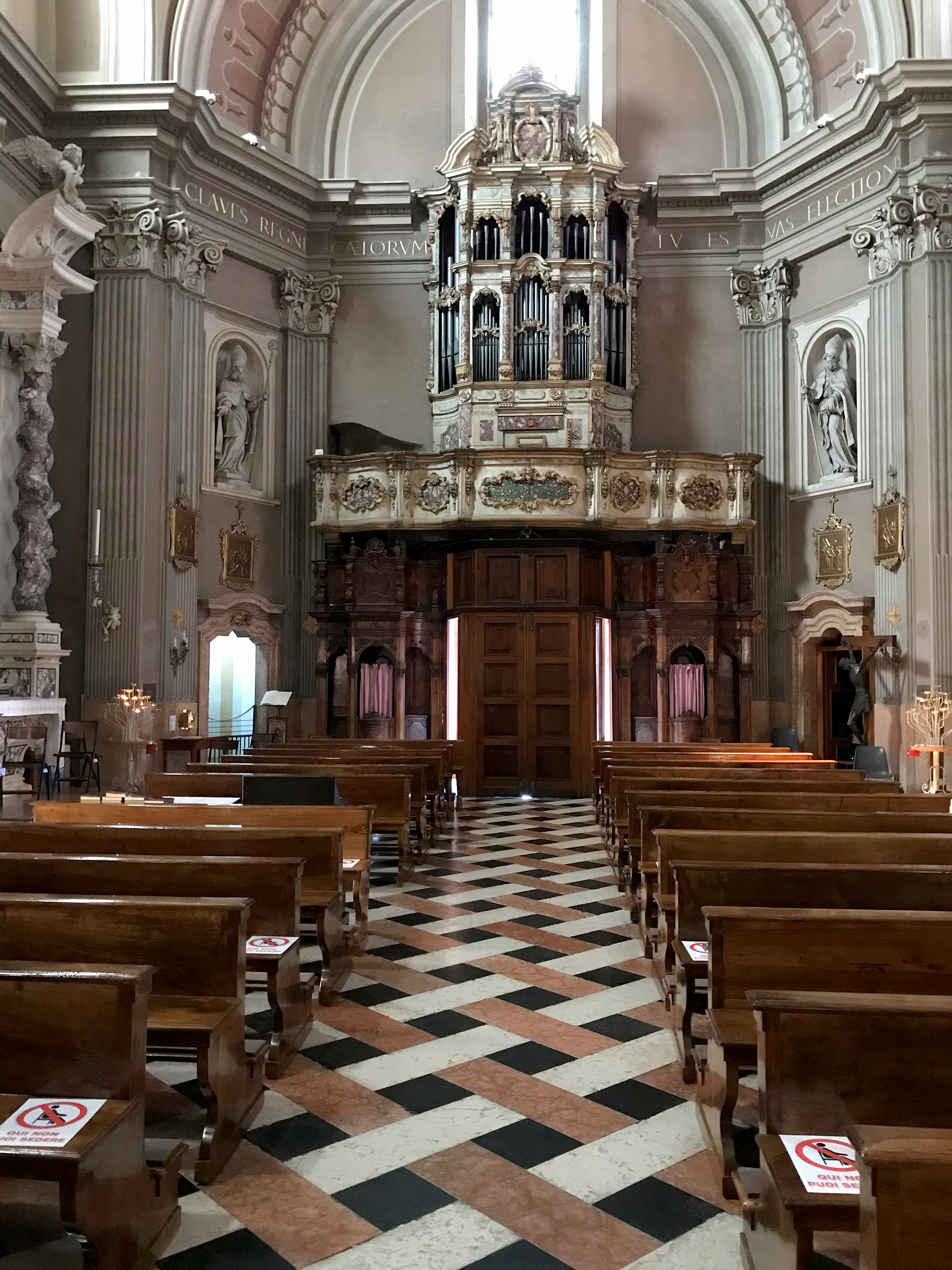
Die Orgel auf der Empore über dem Haupteingang

### Chiesa della Santissima Trinità
Die kleine Kapelle „della Santissima Trinità“ (von der heiligsten Dreifaltigkeit) wurde im 14. Jahrhundert (eventuell früher) in unmittelbarer Nähe des Hafens erbaut. Als Privatkapelle der Familie von Giovanni Manaroli wird sie in einem Testament Anfang des 15. Jahrhunderts erstmals erwähnt. Als die Dynastie der Manarolis im 17. Jahrhundert endete, wurde die Kapelle zum Versammlungsort der zehn Gemeinden der Gardesana dell’Acqua und des Capitano del Lago. Später tagte der Rat dieses Gemeindebundes im direkt angrenzenden „Palazzo della Gardesana“ (der heute ein Hotel beherbergt), mit dem die Kirche durch einen direkten Durchgang verbunden war. Nach dem Ersten Weltkrieg wurde die Kirche dem französischen Militär übergeben. 1920 wurde das Gebäude in ein Kriegerdenkmal (Ai nostri caduti, deutsch Für unsere Gefallenen) umgestaltet, wobei viel der ursprünglichen Charakteristik des Bauwerks verloren ging. Nach dem Zweiten Weltkrieg wurde das Denkmal erweitert, auch im äußeren Bereich; die Daten der Gefallenen des Ortes wurden ergänzt.
Seit einigen Jahren wird der Versuch unternommen, einen Kompromiss zwischen dem Kirchenbau und dem Kriegerdenkmal zu finden. Dazu werden die kostbaren Fresken im Innern der Kirche restauriert. An der Ostseite ist zwischen den Heiligen Bartolomeo und Caterina d’Alessandria eine Christusdarstellung zu sehen. Dieses Gemälde stammt möglicherweise von Ranuccio Arvari und entstand zwischen dem 14. und 15. Jahrhundert. Das herausragende unter den übrigen Fresken ist eine Darstellung des letzten Abendmahls, die Ende des 14. Jahrhunderts entstand. Auf ihr eingeritzt sind das Datum 1440 sowie ein Turm, der möglicherweise den zum See hin ausgerichteten Turm des Castello in Torri darstellt.

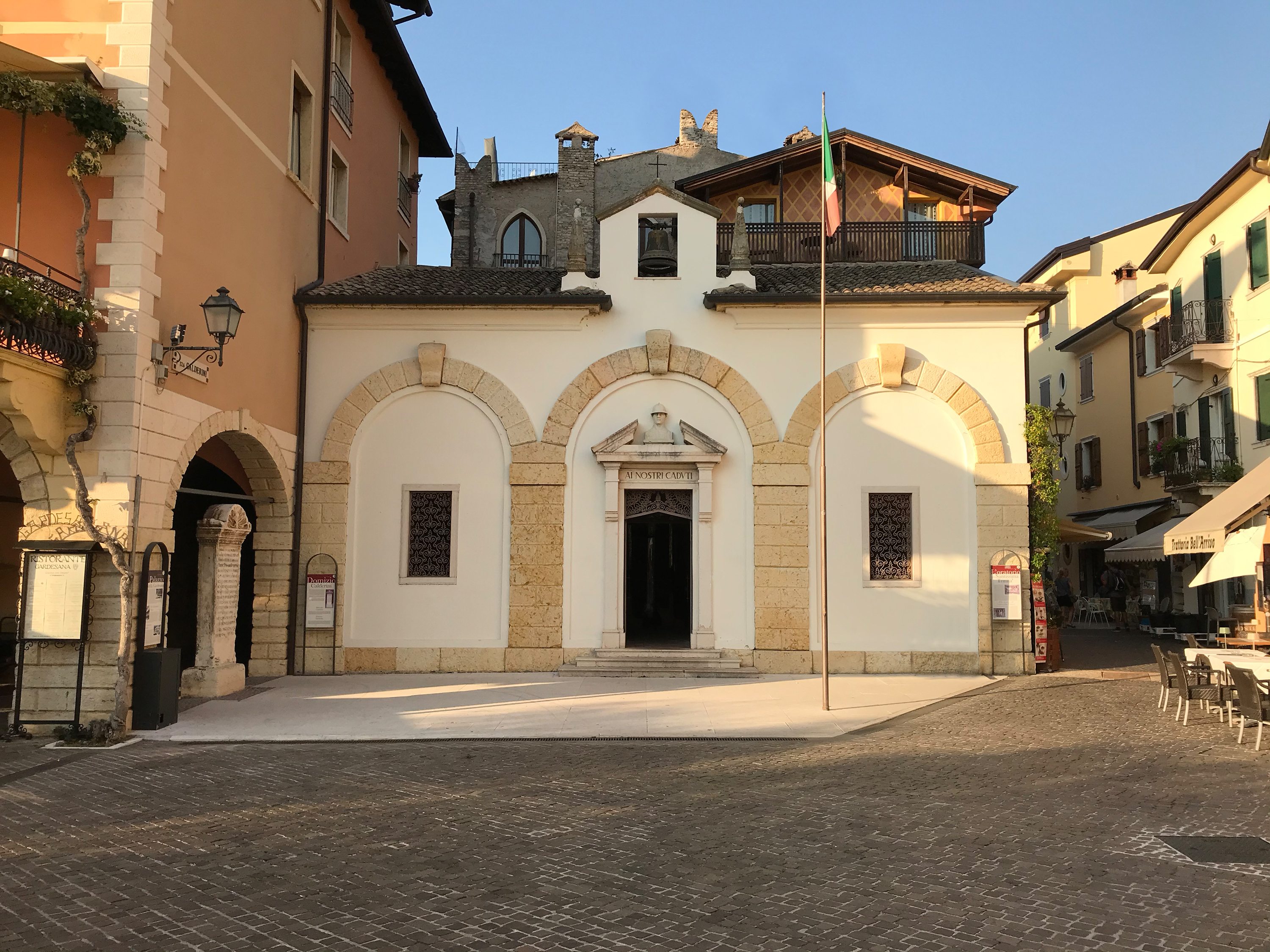
Außenansicht der „Chiesa della Santissima Trinita“ (im oben stehenden Architektur-Modell: F)
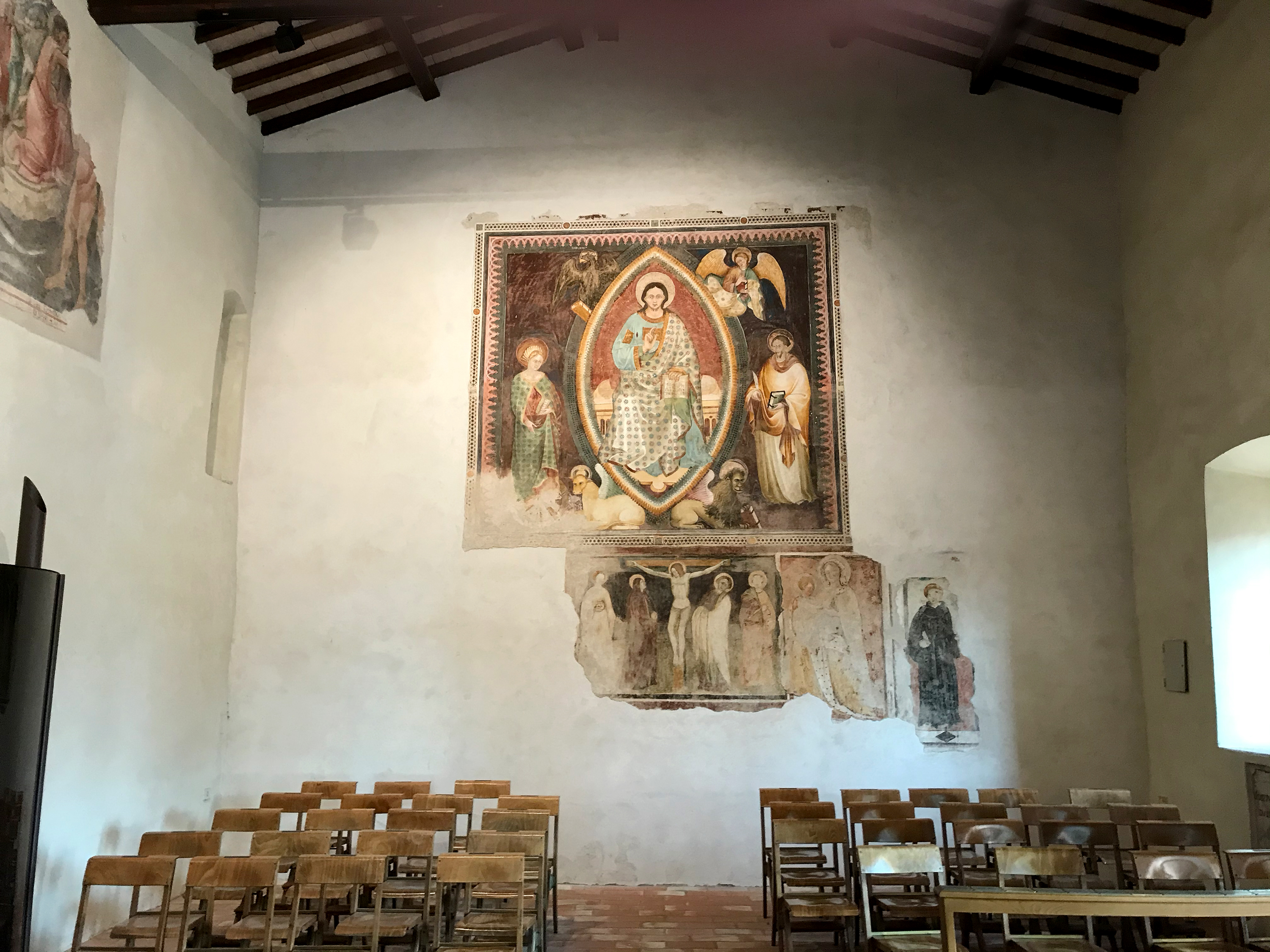
Innenansicht mit teilweise restaurierten Fresken, hier die Rückfront (Ostseite)
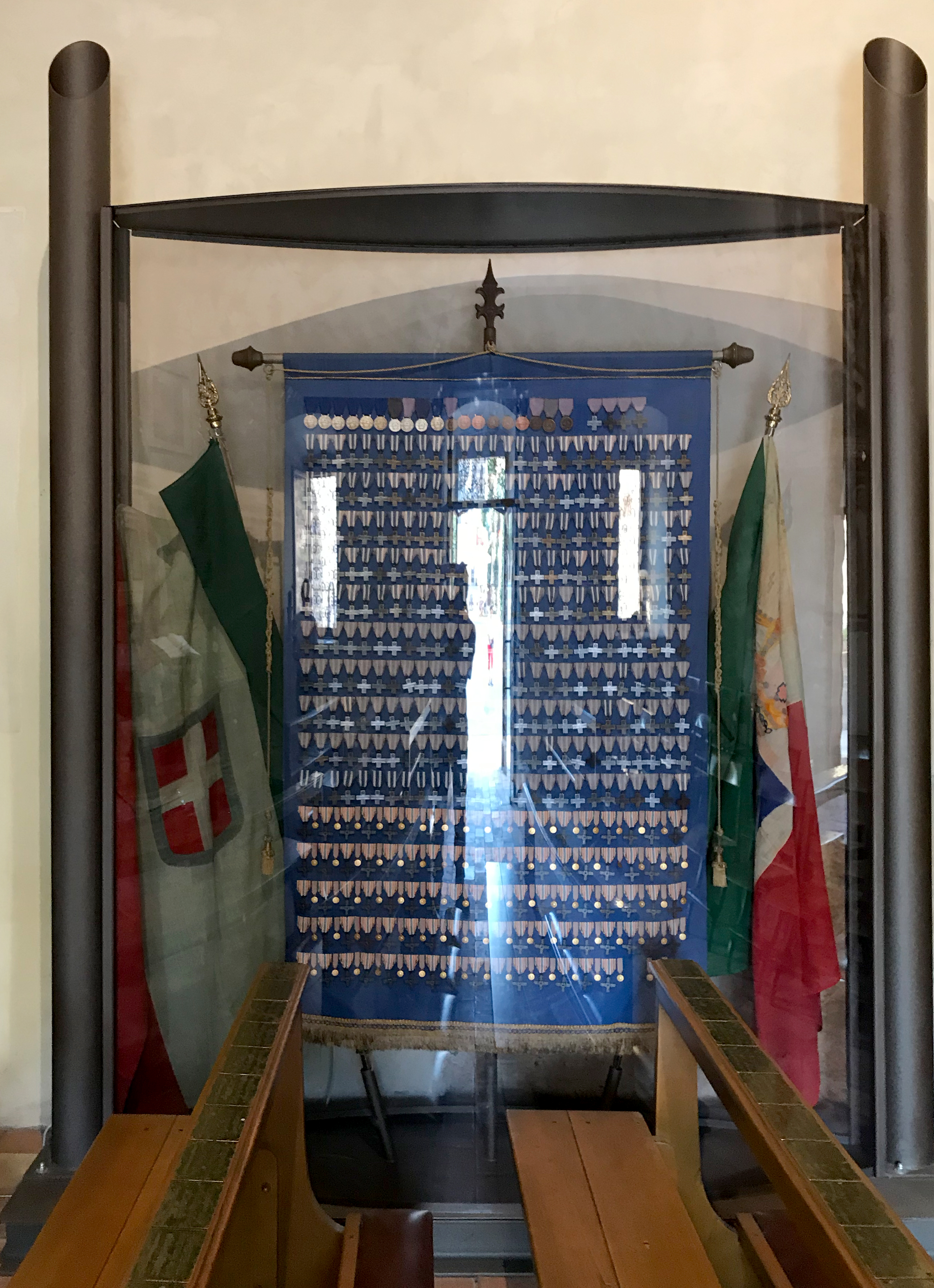
Zwischennutzung als Gedenkstätte für die Gefallenen des Ortes aus beiden Weltkriegen; hier die Vitrine mit den verliehenen Auszeichnungen
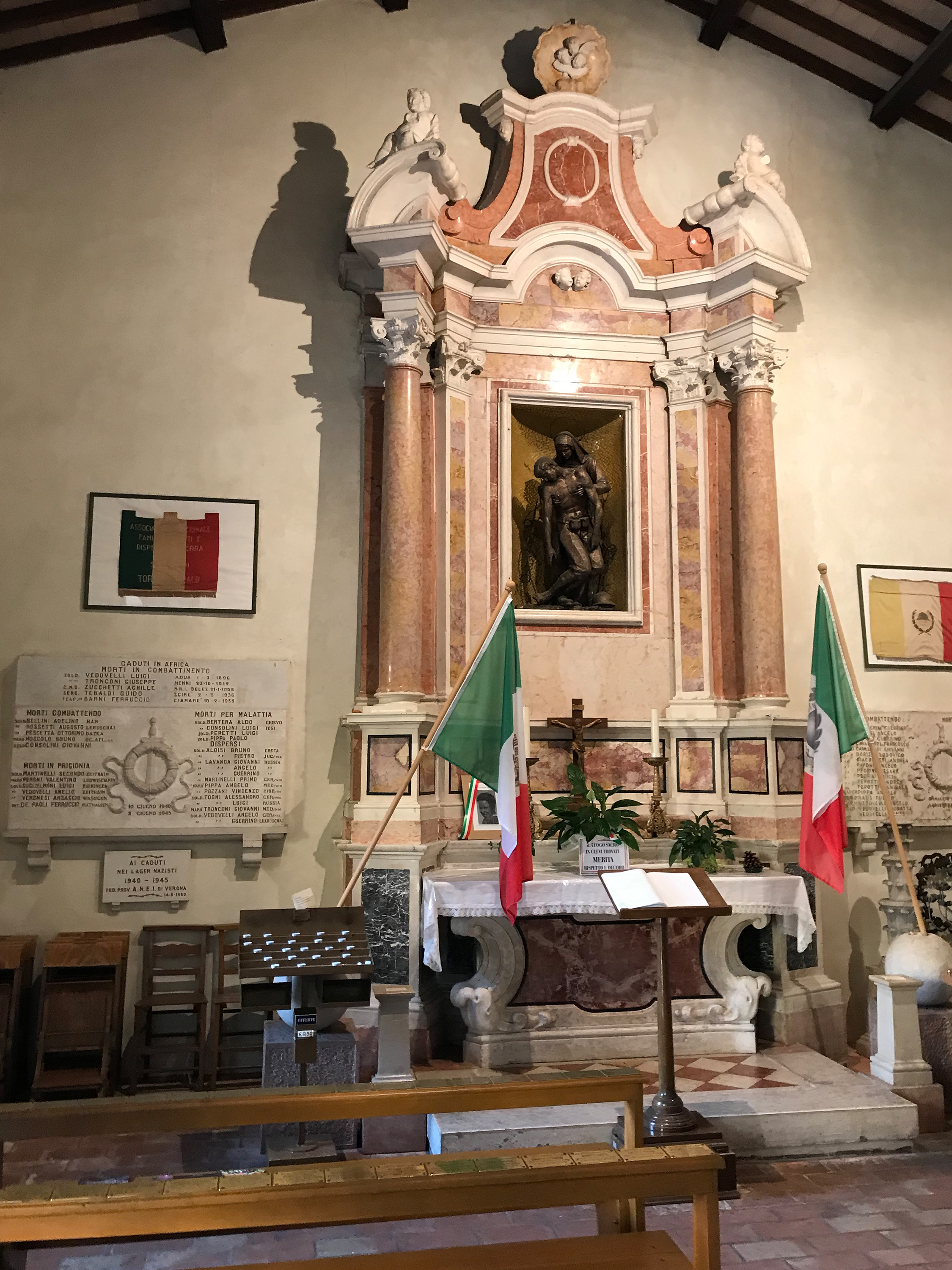
Stirnseite mit dem Gedenkaltar (einer Abwandlung des „Pietà“-Motivs) und Ehrentafeln
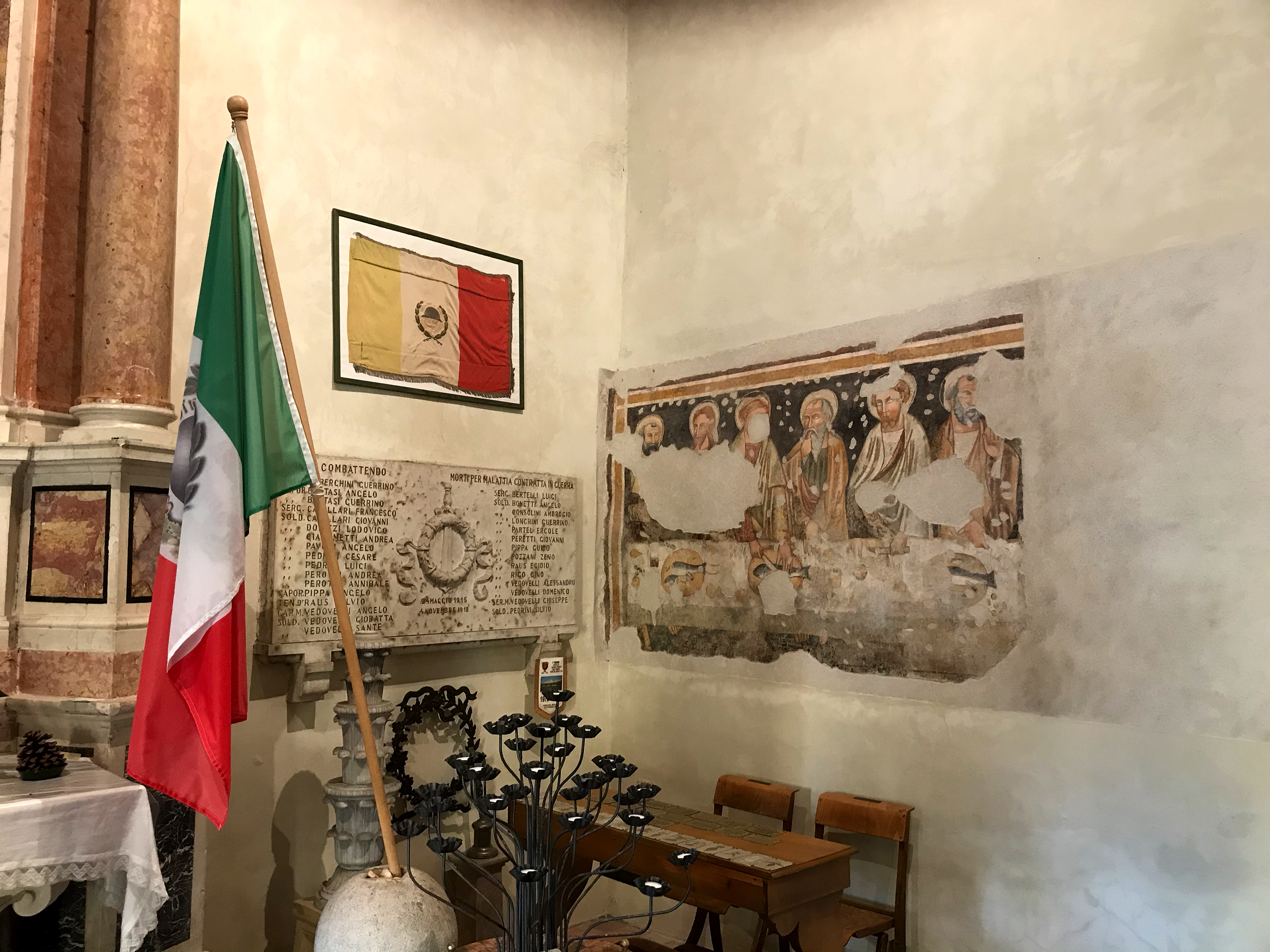
Stirn-/Nordseite mit restauriertem Wandbild aus dem 14. Jahrhundert und Ehrentafeln

### Felszeichnungen von Brancolino und Crero
Am Ostufer des Gardasees finden sich viele Felszeichnungen, sogenannte Petroglyphen, innerhalb eines recht großen Gebiets zwischen den Ortschaften Garda und Malcesine. Die meisten dieser Zeichnungen (und Ritzungen) sind in der Gegend um Torri del Benaco, in der Nähe der Orte Brancolino und Crero, an den Hängen des Monte Bre, Monte Are und Monte Luppia, zu finden. Die Zeichnungen befinden sich meist auf durch Vereisung während des Quatärs glattgeschliffenen Felsen. Vermutlich stammen die Felsgravierungen von Jägern und Hirten, die diese Gegend durchzogen. Sie bearbeiteten den Fels mit einem harten Stein, wie z. B. Serpentin oder Quarzit. Die beiden interessantesten gravierten Felsen in Brancolino sind die „Pietra delle Griselle“ (deutsch Webeleinen-Felsen) und die Pietra dei Cavalieri (Reiter-Felsen). Der größte gravierte Felsen der gesamten Gardasee-Region befindet sich in der Nähe von Crero, einem kleinen Ort nördlich von Torri. Im ethnologischen Museum von Torri in der Scaligerburg ist den Felszeichnungen ein eigener Saal gewidmet.
Die Fertigung der Bilder erstreckte sich über einen großen Zeitraum. Erste Funde werden auf die Jungsteinzeit datiert, also prähistorisch, während andere Bilder wie Teile des „Pietra delle Griselle“ auf das 19. Jahrhundert datiert werden.

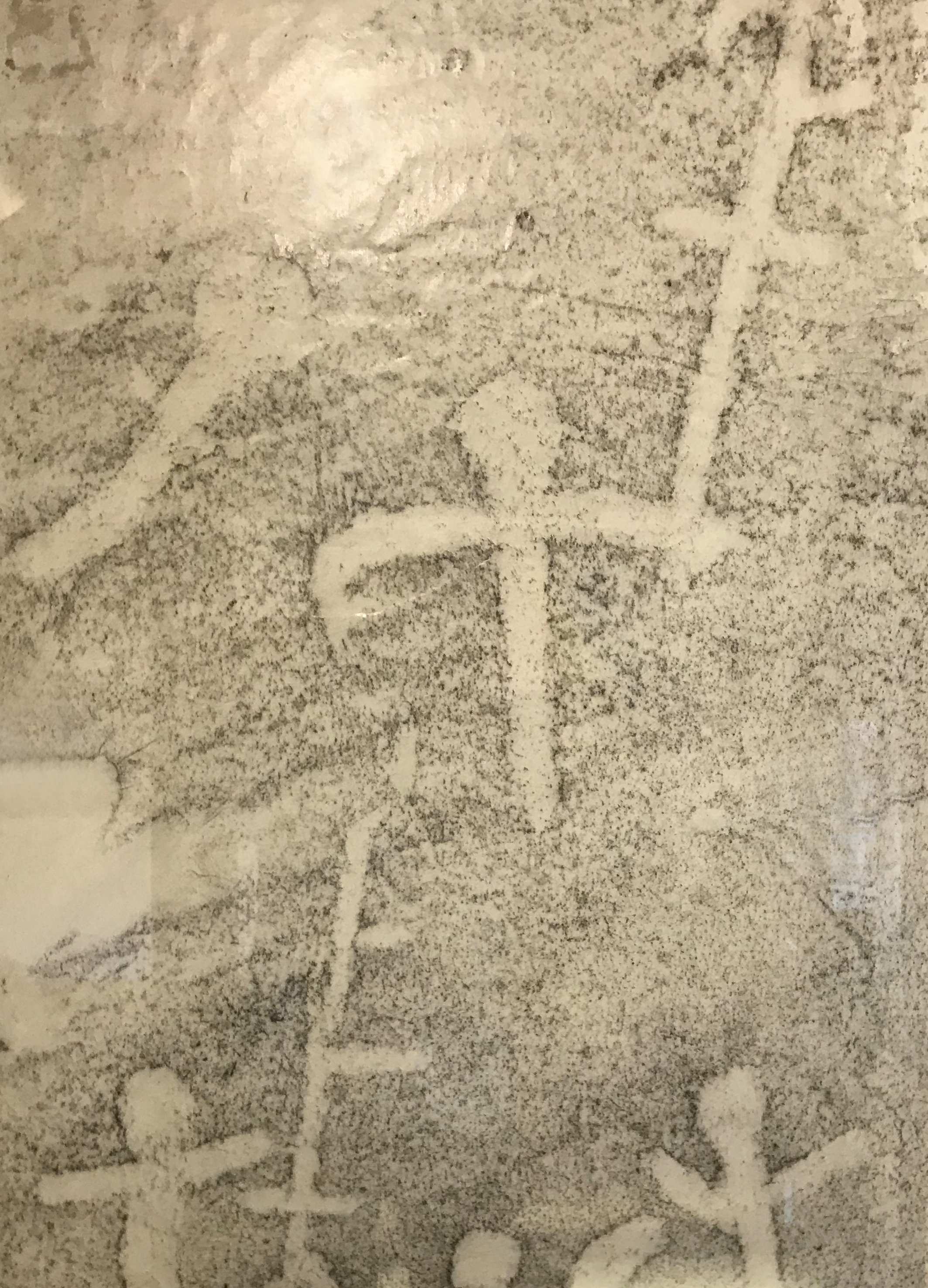
Reproduktion einer prähistorischen Felszeichnung aus Crero (Gardasee) im Museum von Torri del Benaco
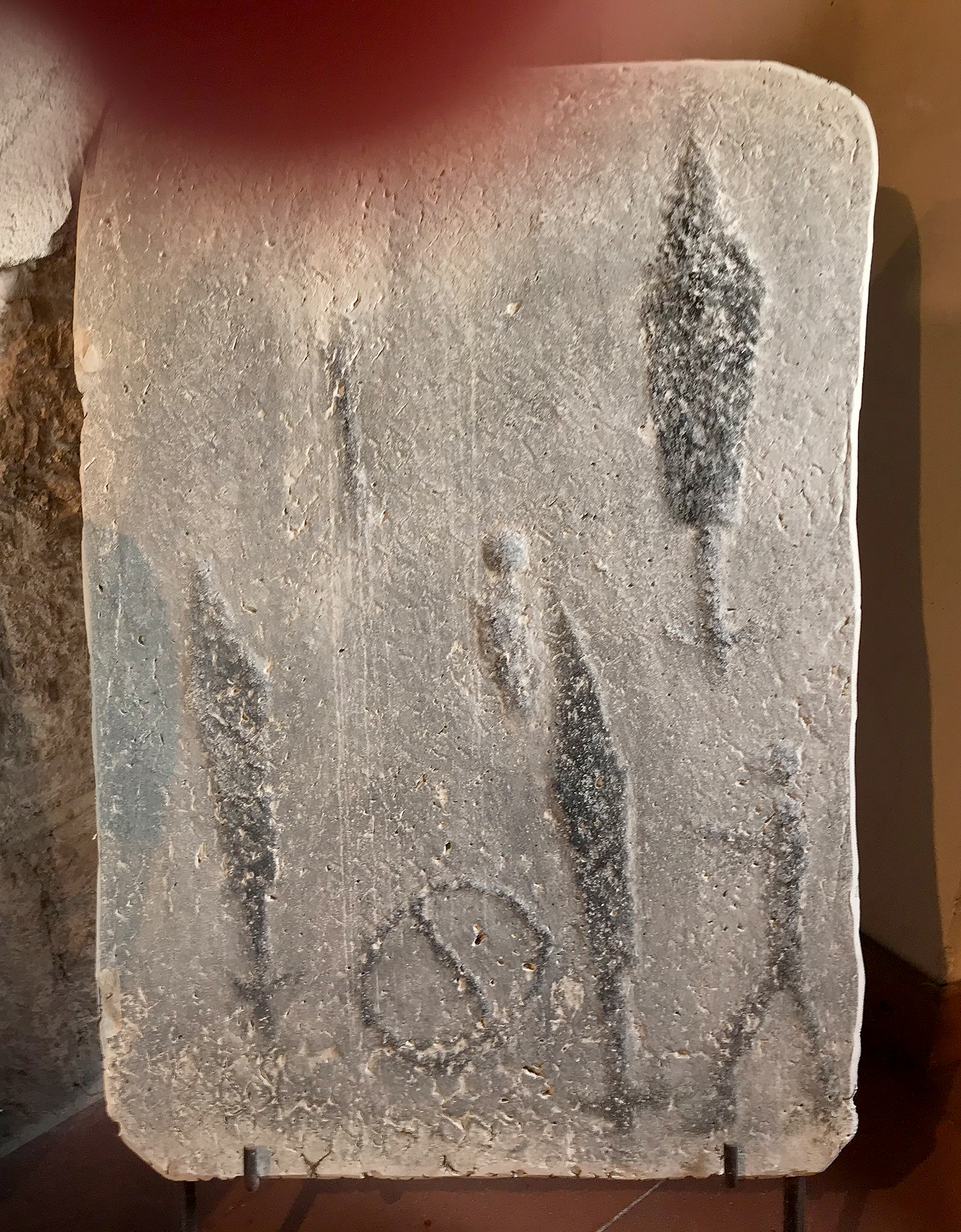
Platte mit einer Zeichnung aus Crero
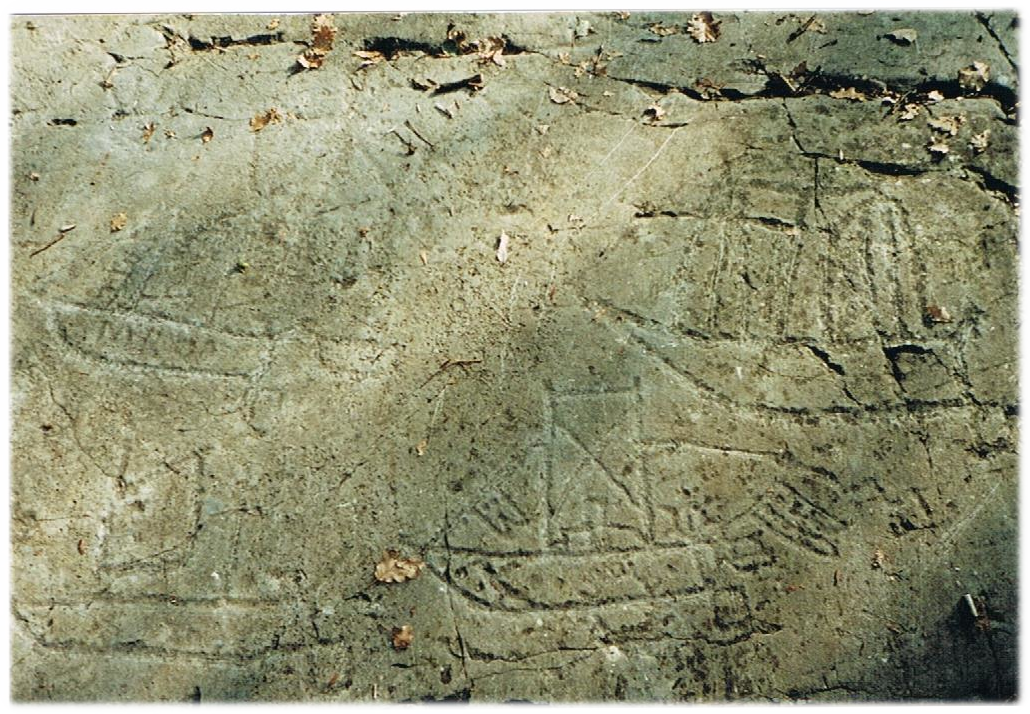
Zeichnungen aus der Jungsteinzeit am Fuße des Monte Luppia in Brancolino
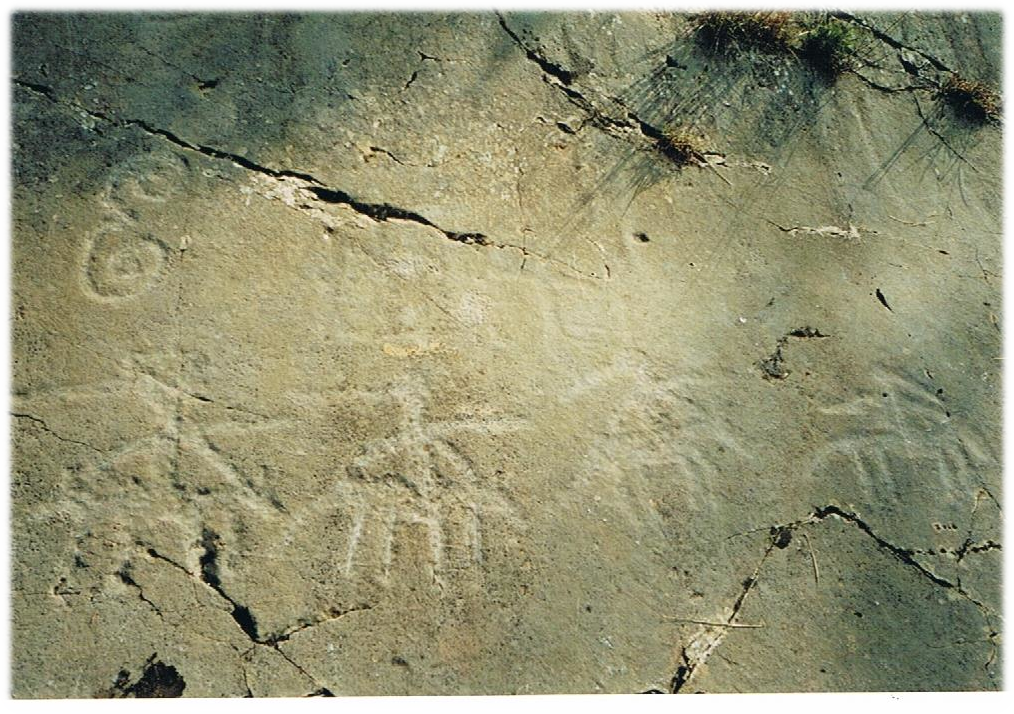
Weiteres Bild aus Brancolino

## Verkehr
- Es besteht eine ganzjährige Autofährverbindung nach Toscolano Maderno auf der Westseite des Sees.
- Über die Anschlussstellen Rovereto und Affi ist Torri del Benaco gut über die A 22 (Brennerautobahn) zu erreichen.
- Torri liegt an der „SS 249“ (Gardesana Orientale).
- Es verkehrt eine Buslinie „X05“: Torri d. B.–Garda–Bardolino–Cisano–Lazise–Pastrengo–Verona.[20]
- Der nächste Flughafen, der Flughafen Verona (italienisch Aeroporto di Verona-Villafranca, „Valerio Catullo“), ist 40 km entfernt.

## Persönlichkeiten
- Domizio Calderini (1446–1478), Humanist
- Giuseppe Nascimbeni (1851–1922), seliggesprochener römisch-katholischer Priester und Ordensgründer

## Bekannte Gäste
An dieser Stelle der Olivenriviera hielten sich schon Winston Churchill, André Gide, Vivien Leigh, Laurence Olivier, König Juan Carlos von Spanien und der ehemalige deutsche Bundespräsident Horst Köhler auf. Bodo Kirchhoff besitzt hier ein Haus.